# おむすび (テレビドラマ)
『おむすび』は、2024年（令和6年）度後期放送のNHK「連続テレビ小説」第111作で、2024年9月30日から2025年3月28日に放送された日本のテレビドラマ。根本ノンジ作、主演は橋本環奈。

## 制作
2023年8月9日、制作が発表された。脚本は根本ノンジが担当する。
福岡で連続テレビ小説のロケが行われるのは、『走らんか!』以来約30年ぶりとなる。
ヒロイン選定に際してはオーディションは行われず、NHK側から橋本へオファーされた。
出演者の発表は、第1弾が2024年1月30日、第2弾が2月16日、第3弾は、若手オーデイションを開催して5か月ほどの選考で決定した8人を3月5日に発表。7月26日に「神戸」編のキャスト6人が、8月5日に「福岡・糸島」編のキャスト11人が、9月12日に「2007年 再びの神戸」編のキャスト7人が、発表された。
7月26日に、公式ホームページが開設し、番組ロゴが公開された。
音楽は堤博明、語りはリリー・フランキー、土曜版のナレーションは高瀬耕造が担当することが8月29日に発表された。
9月9日には、メインビジュアルを公開した。
主題歌は、朝ドラは今回が初めてとなるB'zが担当することが9月6日に発表され、初回放送日となる9月30日には、オープニング映像のノンクレジットバージョンが公開された。
11月14日には「大阪・翔也の社会人野球の人々」のキャスト7人が発表された。
2025年1月21日には「病院・管理栄養士」編のキャスト9人が発表された。
2月11日、クランクアップを迎え、最終回の最終シーンや第117回の病院シーンが撮影された。
次作『あんぱん』のヒロイン・今田美桜とのバトンタッチセレモニーは、NHK放送センターで行われた。
7月1日に公式SNSが終了し、アカウントが2025年度後期放送の「ばけばけ」に引き継がれた。

## ロケ地
- 福岡県糸島市[36][37][38]、福岡市[39]、春日市[39]
- 兵庫県神戸市[40][41][42]、姫路市[43]
- 滋賀県大津市[44]
- 京都府相楽郡精華町
- 大阪府大阪市[45][46]、枚方市[47]、箕面市

ロケ地ギャラリー
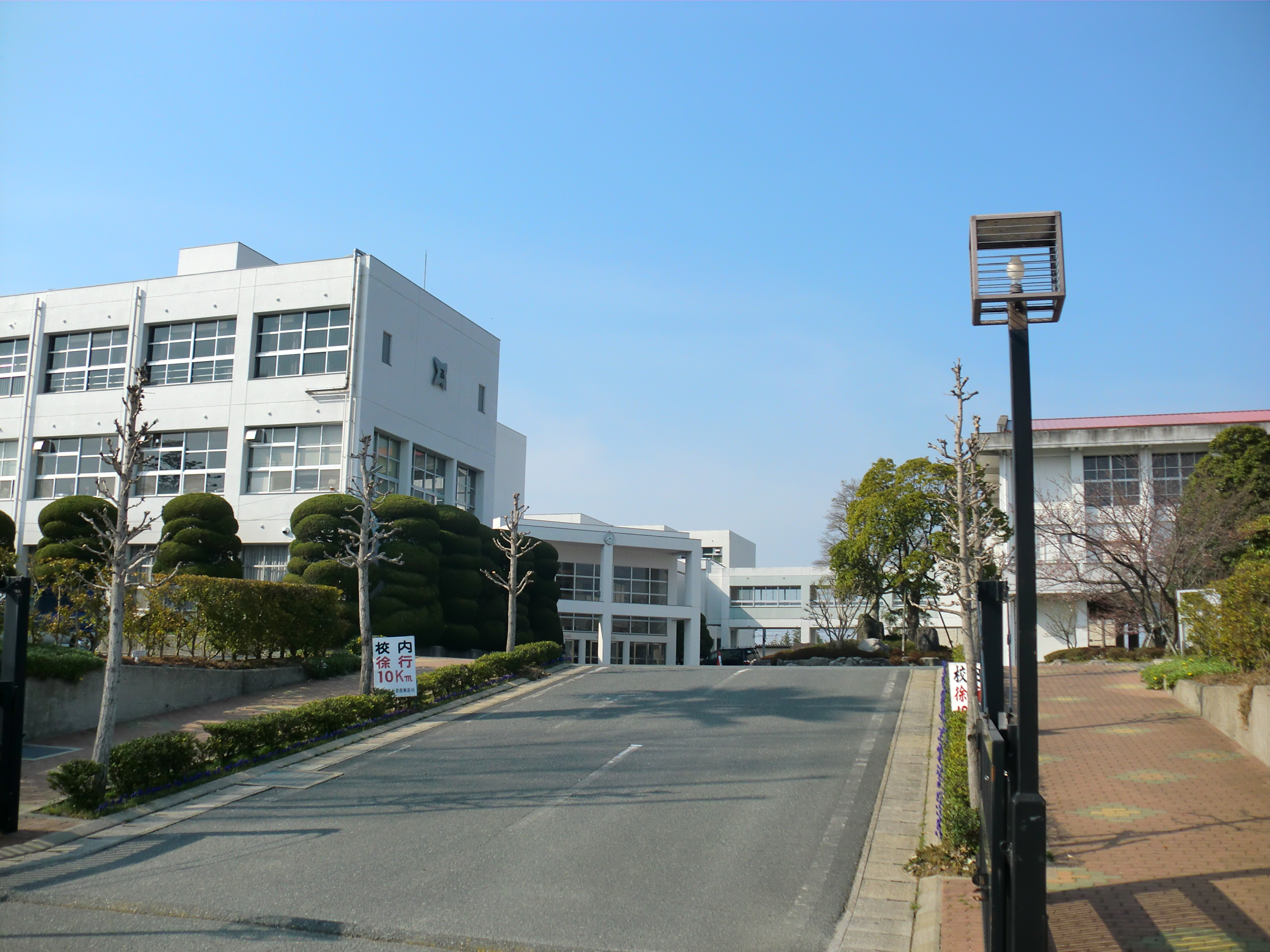
福岡県立糸島農業高等学校（「糸島東高校」ロケ地）
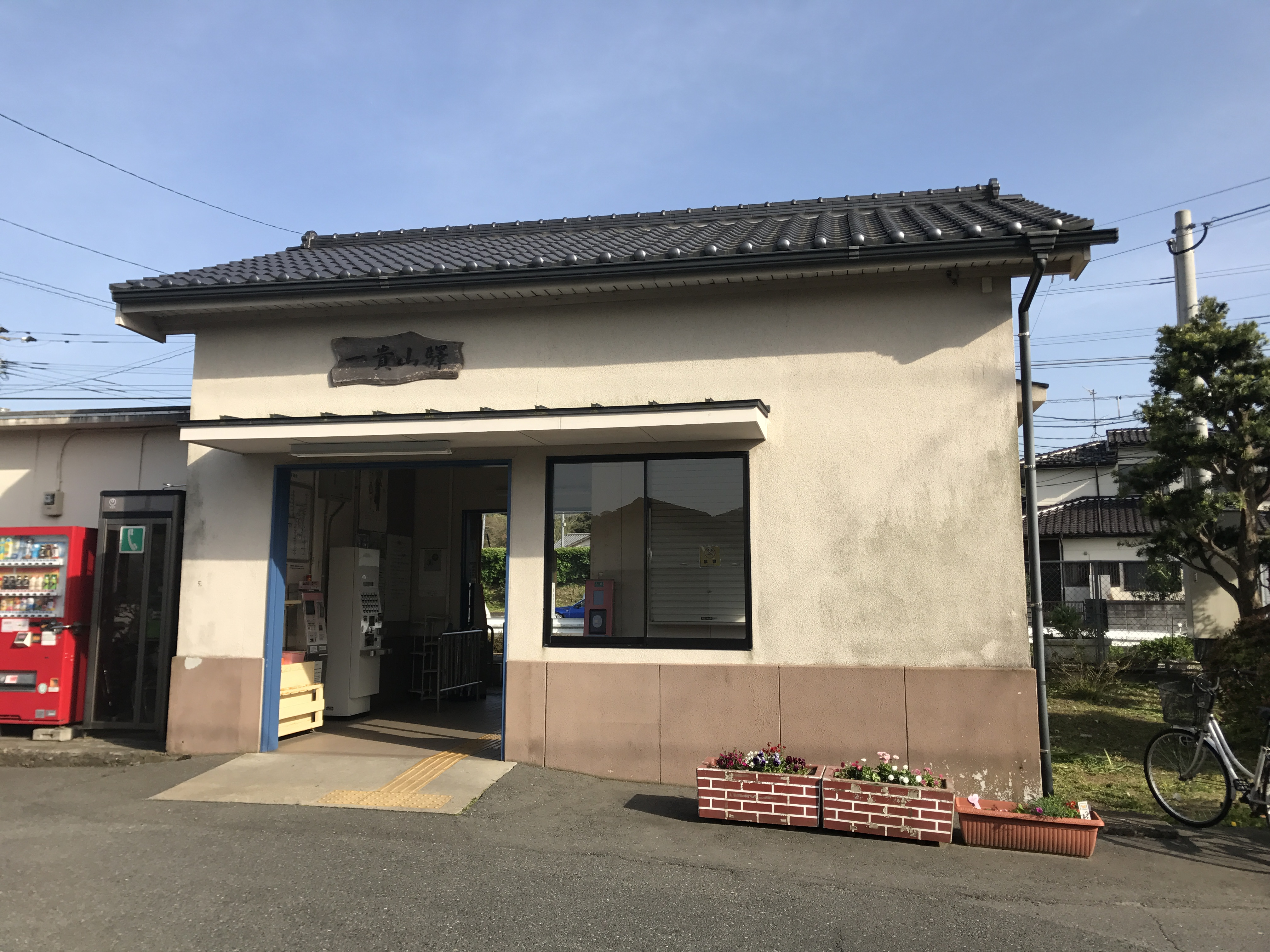
一貴山駅（「一貴山駅」ロケ地）
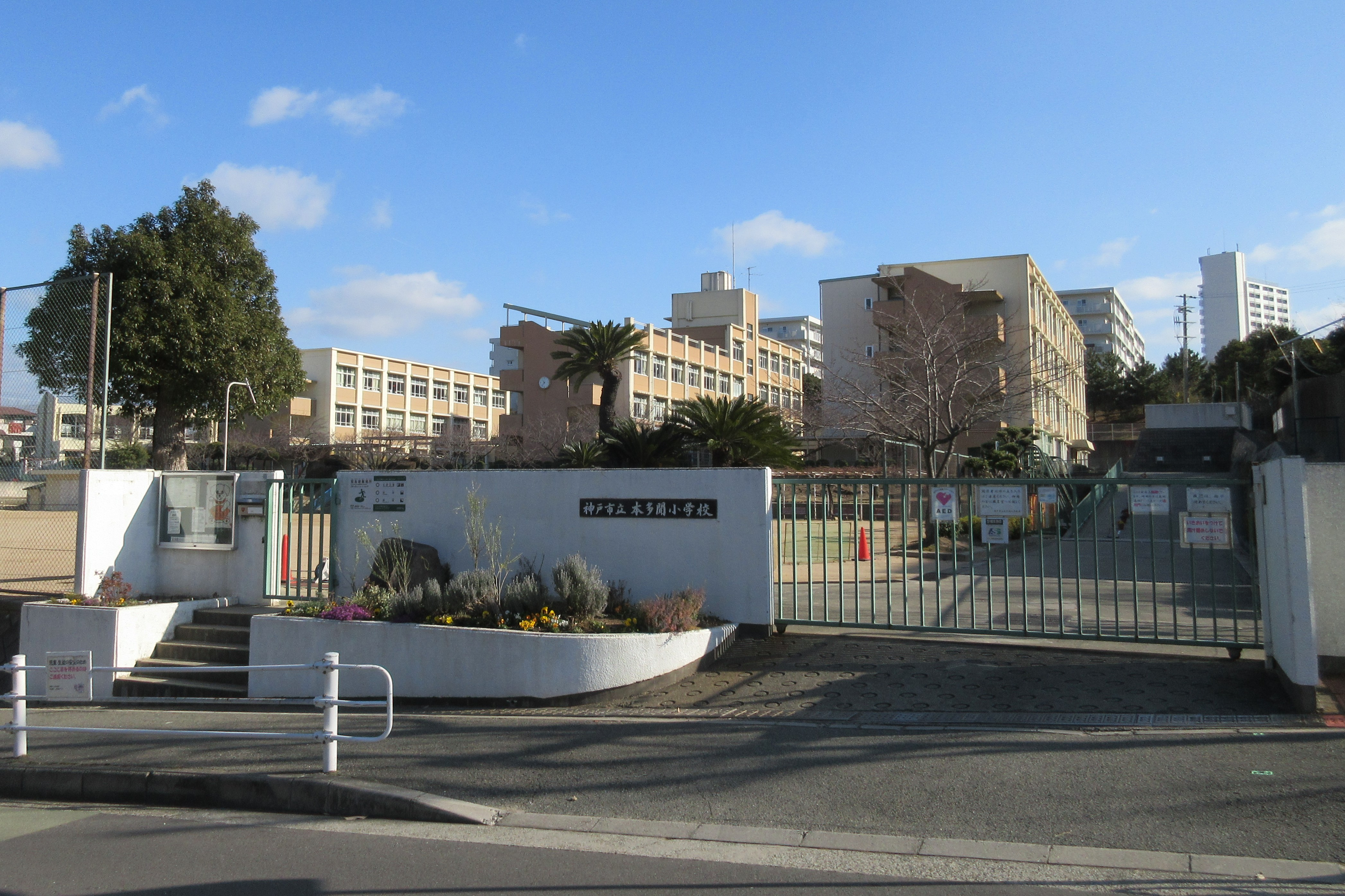
神戸市立本多聞小学校（「宝井小学校」ロケ地[48]）
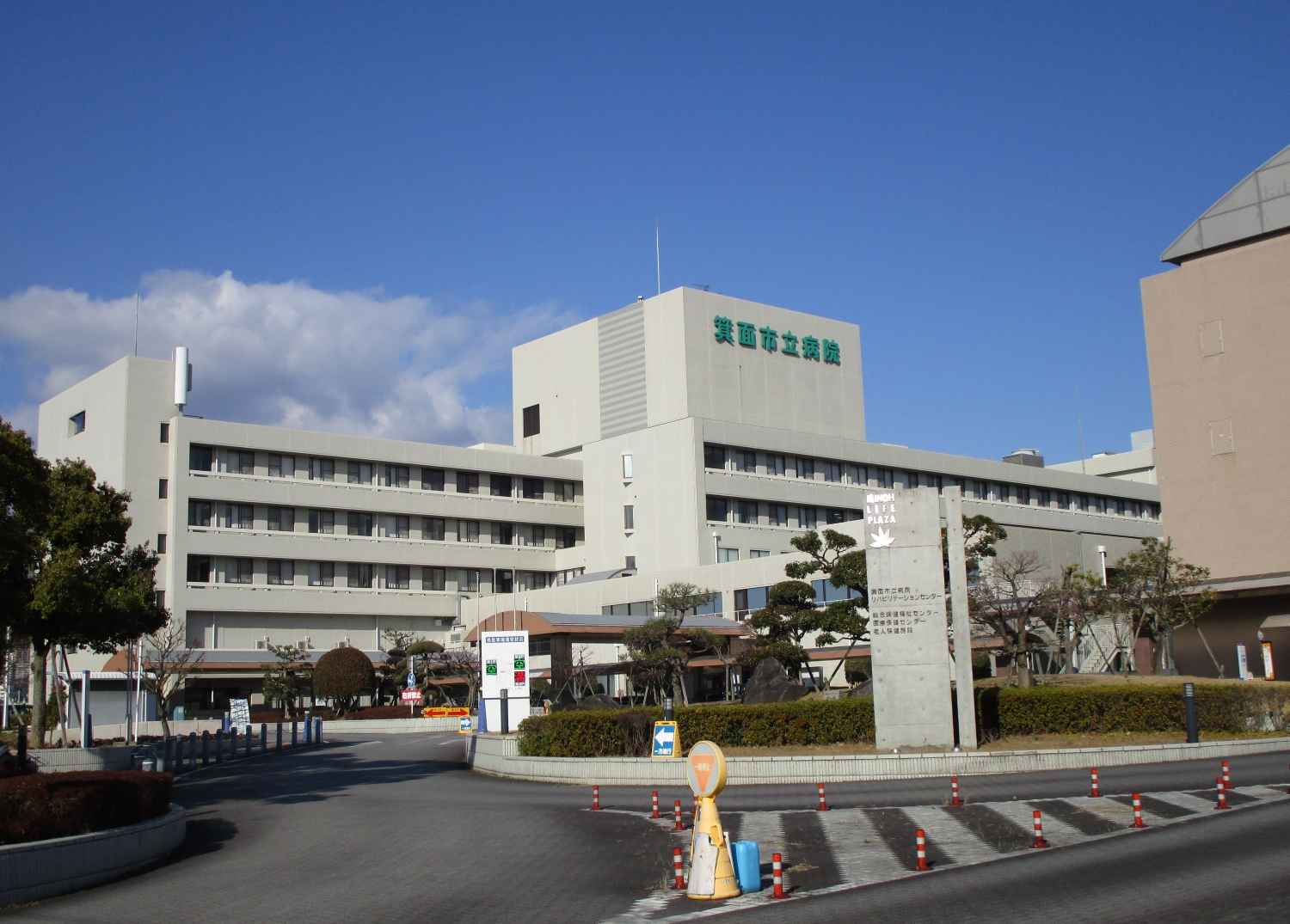
箕面市立病院（「大阪新淀川記念病院」外観ロケ地[49]）

## あらすじ

### 福岡・糸島編
2004年（平成16年）4月6日、糸島で育った米田結は福岡県立糸島東高等学校に入学して早々に4人のギャルに絡まれる。彼女たちは結に「ハギャレン（博多ギャル連合）」の総代になってほしいと頼む。結の姉の歩はハギャレンの初代総代だった。結は逃げ出すが、その後も4人は結につきまとう。書道部を見学した結は先輩の風見亮介にときめく。だが、ハギャレンのメンバーが周囲から疎まれ、経済的にも苦労していると知った結は、「困っている人を放っておけない」気質でメンバーと友達になり、ムスビンと呼ばれることになる。結はハギャレンとしぶしぶ付き合いつつ、書道部に入部して充実した日々を送っていたが、タマッチにパラパラを覚えろと迫られる。父親の聖人からも外出を干渉され苛立つ。野球部の試合を見に行った結は、相手校のエース四ツ木翔也からイチゴをもらう。ルーリーが深夜徘徊で交番に保護される事件が発生し結は交番に駆けつける。追ってきた結の母、愛子が引受け人になりルーリーは解放。ギャルの孤独を知った結はパラパラに取り組む。
6月13日の糸島フェスティバル出場を目指して、ハギャレンは連日パラパラを練習する。結は帰りが遅くなり、聖人も幼馴染みの古賀陽太も心配する。そんなある日、突然歩が糸島に帰郷。ハギャレンのメンバーは歩と対面して感激し、フェスを見にきてほしいと伝える。だが歩は「ギャルなんてダサい。ハギャレンなんてとっとと潰せ」と言い放つ。結は反発するが、メンバーは落ち込み解散すると言い出す。結はギャルはダサくないと励まし、フェス出演を決める。フェス当日、パラパラショーは成功したものの、結は周囲にギャルになったことが知られた上、風見がガールフレンドと来ていたことにショックを受ける。
フェス終了後、結は翔也からなぜいつも寂しそうな顔をしているのかと聞かれ、自分の過去を語る。平成7年1月17日、当時神戸に住んでいた米田家は阪神・淡路大震災で被災。家族は全員無事だったが、理髪店兼自宅は全壊。一家は糸島へ移る。歩は親友の真紀を亡くし引きこもっていたが、高校入学後は髪色を変え停学になったり、天神のゲームセンターで傷害事件を起こすなど荒れていた。祖父の永吉は自宅でフェスの打ち上げを行うが、泥酔した聖人は神戸を見捨て歩がぐれた後悔、結がギャルの仲間になっていたショックを語り泣き崩れる。結は父の想いを知り、ハギャレンを辞める。
結は、ギャルも高校の書道部もやめて、家業の畑仕事に専念する。歩は一家で神戸に戻ることを提案するが、結は拒否。米田家に歩の付き人だという佐々木佑馬があらわれ、歩は大女優と噂が立つが歩は逃げ回る。翔也は結を心配し、来年自分がエースになって必ず甲子園に行くと宣言するが、結は過労で倒れる。急ぎ帰宅した歩は、亡くなった真紀の夢が「東京でギャル雑誌のモデルになる」ことで、自分がやってきたことは真紀がやりたかったことだと打ち明け、結と和解する。歩は東京に帰る日、皆をスナックに集めて自分が出演したカラオケビデオを見せ、「女優でもギャルでもないニセモノ」と告白。結は「お姉ちゃんはニセモノなんかやない」と励ます。歩も「やりたいことを思いっきりやればいい」と助言。結は、歩がコーディネートしたギャルの格好で両親のもとへ行き、書道部もギャルも辞めないと宣言する。
結は過労で倒れた自分を助けてくれた翔也へのお礼に「スタミナ」のつく弁当を差し入れ、独学で栄養の勉強もはじめる。だが翔也の監督から体重増加を理由に差し入れを止められたため、翔也と「メル友」になり、栄養アドバイスを送る。平成18年、3年生になった結は進路を決めかねていた。翔也の野球部は福岡予選決勝まで進み、結はハギャレンと応援に駆けつけるが、甲子園出場の夢は果たせなかった。翔也は社会人野球からプロを目指すと宣言。翔也と両想いになった結は栄養士を目指す。聖人には神戸で理髪店再開の話が来ていた。翌年3月、結、聖人、愛子は揃って神戸に引っ越す。

### 2007年 再びの神戸編
平成19年3月、神戸に戻った米田一家は商店街の人々に歓迎される。聖人は「ヘアサロンヨネダ」を開店。翔也は大阪の社会人野球部のある星河電器に入社し、聖人に結と結婚前提で交際していると挨拶する。結は栄養専門学校に入学し、ギャルファッションで登校するが、ネイルもメイクも不衛生と言われ全て落とす羽目になる。結は元営業マンの森川学、実家が病院の湯上佳純、スポーツ栄養士志望の矢吹沙智と同じ班になる。沙智は3人を嫌い班替えを訴えるが、調理実習担当講師の石渡常次は班ごとに献立を考える課題を出す。沙智と佳純はそれぞれ考えた献立で衝突するが、結は2人のアイデアを取り入れる提案をする。課題を提出すると石渡は今すぐ作ることを命じ、結たちは急ぎ買い物に出る。小松菜が売り切れていたが、結は代わりの野菜を見つけ無事調理に成功。石渡は協調性を学ぶため班は変えないと言い渡し、沙智はしぶしぶ納得する。1か月後、神戸に歩が現れる。
米田家に帰った歩は古着バイヤーになりロサンゼルスから帰国したと語る。歩は真紀の墓参りに行くが、真紀の父親の渡辺孝雄から追い返される。運動生理学の授業で沙智が元陸上選手であることが判明。結は翔也に頼まれ献立表を作成。歩と聖人は心を閉ざす孝雄に悩む。佳純は父親と喧嘩して家出し、米田家に泊まるが、愛子に説得される。結は翔也に作った献立表を見直してカロリーが足りないことに気づき、翔也に電話すると今まで我慢していたと言われる。沙智は献立を書き換える結にアドバイスし、摂食障害で選手生命を絶たれた経験から栄養士を目指していると告白。結は「好きなことを貫く人はみんなギャル」と励ます。歩は孝雄に真紀の墓参りはやめないと宣言する。
7月、商店街のこども防災訓練の炊き出しを結が担当することになる。結が講師の桜庭に相談すると、授業で炊き出しを実践することになった。結は商店街の面々から震災当時の炊き出し事情を聞き取る。孝雄が聖人の靴の修理をしたと知った歩は、古い靴のリメイクの仕事を依頼するが断られる。パン屋の美佐江も孝雄と不仲だった。結は班のメンバーの協力で炊き出しの献立を決定。孝雄に苛立つ美佐江に結は野菜も育つのがそれぞれ、人それぞれと宥める。防災訓練の日、美佐江に声をかけられた孝雄が遅れて現れる。結は孝雄にわかめおにぎりを渡す。
訓練後の打ち上げに佑馬があらわれ、歩は急遽ロサンゼルスに旅立つ。出発前、真紀の墓参りに行った歩は孝雄から靴の試作品を渡される。平成20年4月、結の学年では就職活動が始まる。佳純と沙智は早々と内定を貰うがスポーツ関係を狙う結は苦戦。翔也はチームが大会で準優勝したあと、結にプロになったら結婚するとプロポーズするが、結はやり直しを要求する。翔也の先輩の澤田龍志は専任の栄養士を雇ってほしいと会社に交渉。澤田は巨人入団が決まるが、結を社食の栄養士に推薦。星河電器の面接を受け、採用が決まる。3月、栄養学校を卒業した結たちはそれぞれの道を行く。

### 社会人編
結は社食の栄養士となったが、料理長の立川周作はうちに栄養士はいらないと反発。社食は献立も味付けも立川が一人で決めており、結は雑用しかさせてもらえない。結は同僚の原口尚弥の協力で立川のレシピの記録を始める。就職して神戸に出張してきた陽太が米田家を訪問。翔也は肩の痛みに密かに悩む。立川は勝手にレシピを作った結と原口を咎めレシピノートを取り上げる。愛子は店のホームページを作ることを反対した聖人に立腹し家出。翌日、結は立川に日替わり定食の献立作成を頼まれる。結の定食は好評だったが、作るのに時間がかかり昼休み中に他の料理を提供できない事態が発生。立川は結に社食に必要な献立の条件を説く。休日、聖人の店は愛子のホームページを見た客で混雑。愛子は店に悠々と帰還する。結は翔也に呼び出され、プロポーズかと浮かれるが、翔也は肩を壊して野球ができなくなったと打ち明ける。
翔也は精密検査を受けたあと栃木に帰郷。立川は結のレシピノートに加筆して結に返却し、栄養士として献立を見直してほしいと頼む。翔也が神戸に戻り結と再会するが、プロになれないから別れると切り出し、結は憮然として受け入れる。気晴らしに大阪の歩の友人チャンミカの店に行った結は、髪を金髪にした翔也と鉢合わせる。声をかけられるのが嫌でギャル男になりたいと言う翔也に結は激怒する。ハワイから帰国した歩は孝雄がギャル向けの靴作りで立ち直ったのを見て、結を糸島に行かせる。歩は翔也を呼び出し、ギャル魂で今を楽しめと教える。翔也は髪を染め直し、糸島の結に会いにいく。結も翔也への気持ちを思い返し、自らプロポーズする。
結は永吉と佳代と翔也を連れて米田家に戻り、結婚を宣言。聖人と愛子は二人の仕事の将来を考えたかと問う。結は社食の材料に地元食材を取り入れることを考える。米田家に翔也の母幸子が押しかけ、翔也が米田姓になることを反対する。翔也は試食会のため1週間で100人のモニターを集める仕事をまかせられる。だが試食会当日、10人欠席するトラブルが発生。翔也は野球部のメンバーを集めて切り抜ける。社食では規格外の地元野菜を使用した献立の提供が始まる。平成22年元旦、結と翔也は双方の両親の前で住む家や仕事について説明し、結婚を了承される。
平成22年4月、結と翔也は小さなアパートで新婚生活をおくっていたが、結は腎盂腎炎と妊娠による重症妊娠悪阻で大阪新淀川記念病院（新淀病院）に入院する。入院中、管理栄養士の西条小百合が結の食事指導を担当。体調回復に合わせて献立を考え患者を指導する西条に結は感心する。翌年の平成23年3月、結は長女・花を出産していたが、そこへ東日本大震災のニュースが入る。結と歩は被災経験者としてできることはないか悩む。気仙沼にボランティアに入っていた佳純が結を訪ね、避難所での活動を報告。歩はチャンミカたちと物資を集め被災地に送る。平成24年1月17日、震災の黙祷をした商店街一同は震災の記憶を伝えたいと語る。育休を終え結は会社に戻り代理の栄養士・水谷と一緒に仕事をする。結は西条のような管理栄養士になることを決意する。
結は育児と受験勉強に励む。そのころ、チャンミカの古着屋「ガーリーズ」で盗難事件が発生。歩はチャンミカの恋人を疑い、二人の仲は険悪になる。だが、歩がギャル服を支援物資として送っていた岩手のアキピーが来店し、服に励まされたと笑い、歩とチャンミカも和解する。借金を背負ったチャンミカは「ガーリーズ」閉店セールを始める。歩は自宅階段から落ちた孝雄を発見し、救急車を呼ぶ。歩は真紀の声を録音したカセットテープを見つけて孝雄に聞かせ、「前に進もう」と励ます。歩は閉店セールをSNSで拡散し、チャンミカも借金完済の目処が立って閉店を撤回。商店街にショッピングセンターの開発担当者が孝雄の元に通い、孝雄は土地を売る。孝雄は歩に上京する決意を語り旅立つ。

### 病院・管理栄養士編
平成30年9月、新淀病院で勤務している結は管理栄養士4年目を迎え、栄養科長の塚本文香の後継でNST（栄養サポートチーム）に加わり、患者のために奔走する。翔也は退職し、聖人を手伝いながら理容師を目指す。歩はギャルブランド「KING OF GAL」を起業する準備を進める。愛子は出版社からのブログ書籍化の話を断りブログを閉鎖する。聖人は人間ドックをきっかけに精密検査を受け、ステージ2の胃がんと判明。結の病院で手術を受けて無事回復する。
平成31年1月、突然永吉と佳代が神戸を訪ねてくる。永吉はみんなで太陽の塔を見に行こうと誘うが、聖人は永吉が大学進学費用を使い込んだことを蒸し返し喧嘩になる。結は佳代から真相を聞き出し、「米田家の呪い」と説明する。一家は太陽の塔へのピクニックの準備をするが、歩と結が仕事で遅れることになり、聖人と永吉だけが出かける。永吉は万博のレストランに毎日食材を配達していたと判明する。聖人は永吉の髪を切り「一人前の理容師」と言われて涙する。翌月永吉は死去。葬儀には永吉に世話になった有名人が現れ、一家は驚く。佳代は一人糸島に戻る。
令和元年10月、大手コンビニで働く幼馴染の佐久間菜摘の相談に乗ると結は、新淀病院とコラボレーションした高齢者向け健康弁当の開発に携わることになる。これがきっかけで令和2年1月、同社の商品開発部長から、専属の管理栄養士としての転職を誘われる。しかし、新型コロナウイルス流行下で従事する中で「大切な仕事」と再認識した病院管理栄養士を続ける決心をする。NSTの仲間である看護師の桑原美和に倣い、4月から5月の緊急事態宣言解除までは自主的な感染対策で、神戸の実家に行った家族と離れて大阪の自宅で一人で暮らしもした。
令和6年2月、コロナ後も働き手の人数が元に戻らないため、新理事長の意向でNSTが活動休止となる。しかし、結が多くの医療スタッフを前にして必要性を訴えて拍手での賛同を得たことを受け、この結果を事務局長は理事長に伝えることにした。
令和7年1月17日の朝、震災を扱う「連続テレビ小説」が神戸の実家で流れる中、結はおむすびを握り、今年もまた三浦雅美に会いに行く。

## 登場人物

### 主人公
米田結（よねだ ゆい） / ムスビン
演 - 橋本環奈（幼少期：磯村アメリ）
本作の主人公。平成に元号が変わった最初の日（1989年1月8日）に、兵庫県神戸市で理髪店を営む米田家の次女として誕生。
糸島の幼馴染みの陽太からは「おむすび（米田結→こめむすぶ→おむすび）」とあだ名を付けられている。アユの妹と呼ばれることを嫌っていた。
おめかし好きで『美少女戦士セーラームーン』に憧れる子供だったが、6歳になったばかりの1995年1月17日に起きた阪神・淡路大震災で被災。数日間の避難生活を経て米田家は、福岡県・糸島にある父の実家に移住。自然豊かな土地でのびのびと天真爛漫に成長した。一方で「毎日平穏無事に過ごせればいい」と自分に言い聞かせていたが、畑仕事の手伝いの他、糸島東高校1年の時に部活の書道・ギャル・栄養などに熱中していく。
卒業後の2007年3月、理髪店を再開する両親と3人で神戸へ戻り「神戸栄養専門学校」に入学。栄養士を目指したのは、自身のこれまでを振り返り「一生懸命やっとう人を支える」職業が向いていると考えたからで、入学時の自己紹介では「彼（翔也）のことを支えるために」と言った。
リーマン・ショックの影響もあって就職活動が難航する中、澤田自身の要望が認められて「星河電器」に栄養士枠が新設され、結は面接に合格。卒業後の2009年4月から、大阪茨木支社にある社員食堂で働き始める。
前年の逆プロポーズを経て翔也との結婚が決まった2010年、十三駅徒歩20分のアパートに2人で住むことにする。職場の立川や原口からは、ヨネちゃんと呼ばれるようになった。
体調不良で「大阪新淀川記念病院」（通称：新淀病院）に行った際、腎盂腎炎と同時に妊娠が発覚。翌年の2011年に同院で、長女、花を出産した。
同年3月11日の東日本大震災の発生当夜に、かつて地震を経験した者として何か自分にできることはないかと歩に相談するが、育休中の身だったため「今やることは花をしっかり育てることだよ」と諭される。
2012年1月には西条との再会を契機に、「もっとたくさんの人を助けることができる」との考えから、育児と仕事をしながら管理栄養士の勉強を始める決意を、翔也に伝える。同年春には太極軒の新メニューとして「栄養パンパン オーロラ餃子」を考案した。
猛勉強の末、2014年に資格を取得。星河電器を退職し、西条と一緒に働きたく新淀病院に就職したが、彼女は既に辞めていた。管理栄養士として4年目を迎えた2018年9月時点では、消化器内科と外科を担当。担当外である小児科の晴斗に関心を持ったことから、塚本の計らいで「NST」（栄養サポートチーム）入りする。自宅は中層階のマンションに引っ越している。
2019年10月の高齢者向け健康弁当についての豊岡への最終プレゼンでは、直近にハギャレン仲間たちに溢した内容と同じく、栄養の問題が原因で病院に来る患者をゼロにするのが理想だと語り、その第一歩の予防が食事であると訴えて納得させた。無事に弁当が発売された2020年1月に豊岡から、「フォーチュンストア」関西支社商品開発部専属の管理栄養士としてのスカウトを受ける。
ほどなくしてコロナが日本上陸。自分が医療従事者であることで花が同級生男子に「学校来んな」と言われ、心配する塚本からは前述の転職を勧められる。しかし、医療業務に関する桑原の「私がやった方がええかなって」という言葉を聞いたり、患者からのメッセージの返事を見て、病院管理栄養士の仕事への思いが強くなり、続けてもいいか花に電話で確認した。
2023年12月、管理栄養士となって9年目を迎え、栄養科の科長補佐となっていた。
2024年2月には、低栄養状態の丸尾の手術を強行しようとする井上に「先生の仕事は手術を成功させることじゃなくて患者さんの命を救うことですよね？」と、管理栄養士として強い説得を試みた。
幼少時代は関西(神戸)弁を話していたが、糸島に来てからは陽太の指導で福岡弁を話すようになり、神戸に戻ってからも福岡弁を話している。

### 結の家族
四ツ木翔也（よつぎ しょうや）→ 米田翔也（よねだ しょうや）
演 - 佐野勇斗
福岡西高校に野球留学中で、糸島寮に住む高校球児。結と同い年。1989年3月8日生まれ。名前と眼鏡姿を合わせて「福西のヨン様」の異名を持つ。
栃木県出身であり、栃木訛りが残っている。昔から泳ぎが得意らしく、3歳のころから「鬼怒川の河童」と呼ばれていた。実家はイチゴ農家「四ツ木ファーム」。5人きょうだいの三男（兄2人・姉・妹）。
永吉に気に入られ、米田家に出入りするようになる。
剛速球投手ながらスタミナに難があり、重い物を背負って日々走り込みする中で2004年4月6日以降、結と度々出くわす。また、結が「毎日平穏無事に生きるのが夢」である考え方を心配していた。口癖は大丈夫の意味の「だいじだ」で、結と初めて遭ってかけた一言目も「だいじか！」だった。
エースとなるが甲子園出場には毎回あと一歩で及ばず、3年の夏も福岡県大会決勝戦の9回裏、2点本塁打を自身が打たれて海雲高校に逆転負けした。
中西監督の推薦で2007年、大阪の社会人野球の名門「星河電器」に入社。大阪茨木支社総務部に配属される。背番号は17。眼鏡をやめてコンタクトレンズにする。制球のスランプに陥るが、練習で偶然投げた球の軌道に自ら驚く。それを見ていたエースの澤田から、速球に拘らず「変化球磨け」と助言される。
魔球の才能が開花し、2008年には澤田との2枚看板として活躍。社会人対抗野球大会の準優勝に貢献した。ツー・シームの決め球は、高校時代のニックネームから「ヨン・シーム」と称され、プロ野球入りも期待されるほどになった。
澤田が巨人入りしたため2009年にはエースに昇格するも、「右肩関節唇損傷」「右肩腱板損傷」を発傷。大河内から催促されて挑んだ一打席対決で故障に拍車をかけ、退部。金髪のギャル男になるなどあったが、社業の総務に専従する。2010年には結と結婚（婿入り）し、2011年には長女の花が生まれる。美佐江や要蔵からは「ショッピー」の愛称で呼ばれるようになる。
同年の東日本大震災では、かなり被害があった東北営業所と工場の対応を、総務部員として担った。
仕事帰りに「ヘアサロン ヨネダ」の手伝いをする中で、お客さん（清水や竹中）の心までさっぱりさせる聖人の姿に憧れていく。10年以上総務一筋で勤務してきた2018年9月、理容師へ転職したい思いを結に打ち明けた。
聖人にも許可され、会社を辞めて10月から10-16時（育児の関係）にヨネダで働く。並行して理容師専門学校の通信で3年間学び、2021年に理容師の資格を取り、糸島に移住して行った聖人から継いだ。
2024年2月、歩が詩の未成年後見人になろうとしていることを心配する結に対して、「みんなで受け入れればいいべ」と言い安心させた。
米田花（よねだ はな）
演 - 新津ちせ（乳児期：りりや: 、小学生時代：宮崎莉里沙）
結と翔也の娘。2011年（平成23年）生まれ。
髪が耳にかかるのが嫌で、聖人に短くカットしてもらっていた。
2018年9月時点では、8歳。地元のサッカーチームに所属もしている（背番号11でフォワード）。2019年10月には、10歳以下の大阪代表に選ばれる。
2023年12月時点では中学生になっており、パブロ・パエスに憧れている。同月、サッカーの練習中のケガで新淀病院に行った際に詩を助ける。
米田歩（よねだ あゆみ）
演 - 仲里依紗（少女期：高松咲希）
結の姉。通称は「アユ」。結より8歳年上。自由奔放に振る舞っている。
「博多ギャル連合」（ハギャレン）の創設者にして初代総代表。福岡では「伝説のギャル」として知られている。ハギャレンで掲げる「ギャルの掟」3箇条は、真紀の口癖から作られた。
かつては結との仲は良く、妹思いの優しい性格だったが、阪神・淡路大震災で起きた親友の真紀の死がきっかけで内に籠りがちになる。糸島では震災がなかったかのように気さくに話しかけてくる中学の同級生たちに逆に馴染めず、1996年の糸島東高校入学の日に突然ギャル姿になり、早々に停学になった。
上京してギャル雑誌の読者モデルになったものの、すぐに需要がなくなる。小さい事務所に所属してカラオケビデオの女優をしている中、2004年春に糸島の実家へ突然帰ってくる。そこで「家族で神戸に戻りたい」と提案した。その理由は真紀の墓参りに1人で行く勇気がなかったためと結に謝罪した後、迎えに来た付き人の佐々木と共に東京へ戻っていった。
世界を飛び回っていたが、2007年春に神戸の米田家へ現れる。現在は先輩の依頼がきっかけで古着のバイヤーをしている。
7月の「夏休みこども防災訓練」が終わったころ、迎えに来た佑馬と共にロサンゼルスへ発った。その前に孝雄に、古い靴を厚底のギャル靴へカスタムする仕事を依頼する。結が結婚してからは当分海外には行かず、実家に住んでバイヤーの仕事を続けた。
2011年の東日本大震災では、孝雄の「ギャルにしかできんことせえ」という助言から、岩手に住む旧友のアキピーのことを思い出してメールし、希望する支援物資をチャンミカらと協力し集めて送った。
2012年5月には、ひみこの「みんな自由やねんやから」という言葉から、SNS活用をひらめき「ガーリーズ2号店」の在庫処分を促進し、さくら通り商店街の新メニュー宣伝にも貢献した。東京へ発つ孝雄には、「キング オブ ギャル」を目指すと宣言した。
2019年1月には、ファッションブランド「KING OF GAL」を佑馬と立ち上げ、「ガーリーズ2号店」の上に事務所を構える。「西日本ファッションコレクション」出展が叶うことになったがコロナでイベント自体中止になる。しかしネット通販が成功し、動画配信サイトの「キングオブギャルチャンネル」も人気を博し、「ギャルマインドの伝道師」と呼ばれるようになった。
2023年に新淀病院に入院してきた身寄りのない詩と出会い、「KING OF GAL」で雇って、後に未成年後見人となる。真紀と瓜二つなだけでなく、同じく安室奈美恵のファンだと知った際は、真紀のことを思い出し涙した。
米田聖人（よねだ まさと）
演 - 北村有起哉（少年期：髙橋蒼太）
結の父。永吉の息子。1959年（昭和34年）生まれ。永吉とは折り合いが悪く、1977年（昭和52年）3月、高校卒業と同時に通っていた理容店の店主・川端が義母の病気のために神戸に移住することを聞き、そのまま弟子入りし、その後独立して、神戸で理容店を経営していた。学費を永吉が使い込んだため（小松原へ貸したという真相が2019年1月に判明）、大学進学を断念した経緯もあった。
1995年の震災後、糸島に移住して（出戻って）から農業に従事していた。2007年春に元々あった自身の店「BARBERヨネダ」の跡地に、美容室の居抜きで「ヘアサロン ヨネダ」を開き、その上のマンションに転居する。
真面目な人柄。かつて歩がギャルとなったことを後悔しており、大切な時期に神戸の復興を優先してかまってやらなかったせいだと負い目を感じている。結も同じようにならないかと心配するあまり、過度に干渉してしまいがちであり、糸島フェスティバルで結がギャルとなった際は号泣しながら酔い潰れ、彼女が所属していた書道部とギャルを辞める原因を作ったが、歩に背中を押された結が再びギャルと書道部をやりたいと宣言すると、人に迷惑をかける行為をしないことを条件に許可を出した。
結が星川電機の社員食堂に就職し、立川に翻弄されていることを知ると、彼の考え方に理解を示した。
また、結が翔也と結婚する際は、年齢的に早過ぎる点などから猛反対したため永吉と衝突するも、結と翔也の強い意思を聞き、今後のことを話し合って説明できるようになることを条件に出し、それに成功したため、二人の結婚を後押しした。
同時に、米田家に乗り込んできた幸子が愛子とメンチのやり取りで喧嘩をした際は、慌てて2人を取り成した。
2011年の東日本大震災では、理容組合の人々と、津波で道具が流された理容師にハサミを送ろうと動いた。
2018年には新淀病院で受けた人間ドックのX検査で、組織が筋層近くまで達するステージ2相当の胃がんが見つかる。12月に入院し、蒲田が執刀したビルロートI法の幽門側胃切除術（胃の3分の2を切除）は成功する。
2024年2月、店を翔也に託し、愛子と糸島へ移住。2号店の「ヘアサロンヨネダ糸島店」を始めて、軽トラックで出張カットにも赴く。
米田愛子（よねだ あいこ）
演 - 麻生久美子
結の母。愛知県名古屋市出身。佳代と家事をしながら、聖人の農業を支えている。元は「名古屋のスケバン」だったらしく、本人曰く「18歳の時に歩を授かった」。家出同然だったため、実の両親とは縁が薄く、永吉らに実の親のように接している。
絵を描くのが非常に得意で、糸島時代の2004年から『うちのギャルさん』と題したブログに手描きイラストを交えながら結の日々を綴っていた。ブログの読者には東北の住民も多く、2011年の東日本大震災発生直後も被災地の読者のために更新を続ける。2018年10月には白木から書籍化を何度も打診され一旦は喜ぶが、記事内の結や歩のプライバシーを考えて断る。さらに、良いコメントばかりではなくなってきたこともあり、ブログ自体を更新終了することを決める。
2020年にコロナが発生してからは、永吉が亡くなって一人暮らしとなっていた佳代が心配で糸島に単独で向かって、一時期同居する。
2024年2月、聖人を説得して一緒に糸島へ移住。井出康介から栽培を教わりながら、佳代と「よねだイチゴ農園」や「よねだイチゴキッチン」を始める。
米田佳代（よねだ かよ）
演 - 宮崎美子
結の祖母。聖人の母。古来より伝わる先人たちの知恵に明るい。料理上手で郷土料理や家庭料理に留まらず、目新しい料理にもどんどん挑戦している。
好奇心旺盛。困ってる人を助けずにいられない永吉の性格を「米田家のたたり（米田家の呪い）」と言い切る。かつては「糸島のオードリー・ヘプバーン」と呼ばれていたらしい。ペ・ヨンジュンのファン。
永吉との間に聖人のほか、娘2人がいる。
歩と結がつらい時には、「おいしいもん食べたら悲しいことちょっとは忘れられる」と、おむすびを作るなどして励ましてきた。
永吉亡き2020年も健在。
米田永吉（よねだ えいきち）
演 - 松平健
結の祖父。聖人の父。自由奔放な性格で、「よねだ農園」を継ぐ前は長距離トラックの運転手をしていた。日頃から高血圧を気にしている。
「困った人がいたら何をおいても助けろ」が持論。「クズなんてものはない」と諭す人情派。
「相田みつをに書を習った」「『トラック野郎』は俺がモデル」「アントニオ猪木に寝っ転がってアリと戦えと教えた」など、すぐにホラを吹く。また、「初代・引田天功のアシスタントをしていた」とも言い、マジックが趣味。息子の聖人とはすぐに口喧嘩になり、折り合いが悪い。
福岡ダイエーホークスの大ファンであり、自称「王貞治に一本足打法をアドバイスした」。カラオケの十八番は加山雄三。
1995年、震災発生から5日（7日）、神戸の避難所へ車で向かう。その2日後、聖人以外は糸島に住むことになった。
結が翔也と結婚する際、聖人が猛反対することを考慮して結の代わりに説明するも、結局は猛反対していた聖人と衝突する。
90歳を過ぎても変わらず元気で過ごしていたが、亡くなる1か月前ころから老衰の症状が徐々に現れ始め（簡単によろけたり、酒に弱くなったりなど）、それから2019年2月に老衰で逝去する。葬儀の弔問には山内惠介やラモス瑠偉が訪れ、弔電と共にバット、闘魂タオル、シルクハットといった生前の永吉の武勇伝に登場した人物たちを彷彿とさせる品物が届いた。永吉が生前語った武勇伝はホラ話ではなく全て真実だと知った結らは驚愕。波瀾万丈に満ち、人々に愛された人生に大往生で旅立つことができたと永吉を供養した。
米田真由子（よねだ まゆこ）
演 - 白水唯月
聖人のすぐ下の妹。結の叔母に当たる。1970年の回想シーンにて登場する。2019年2月の永吉の葬儀にも参列した。
米田佑衣子（よねだ ゆいこ）
演 - 的場結月
真由子の妹。結の叔母に当たる。1970年の回想シーンで登場。2019年2月の永吉の葬儀にも参列した。
田原詩（たはら うた）
演 - 大島美優
渡辺真紀と瓜二つの15歳の少女。偶然にも真紀と同じく安室奈美恵のファン（亡くなった母がいつも歌っていたことから）。
故郷は神奈川県藤沢市。2023年12月6日夜に街なかで倒れていたところを緊急搬送され、栄養失調で消化器内科に入院した。
警察によると、8歳で両親が事故で亡くなり児童養護施設で育ち、中学卒業後に神奈川県のスーパーで働いていた。しかし長続きせず、2週間前に先輩を頼って大阪に来たが財布とスマホを盗まれ、公園の水道水で凌いでいたという。
水しか飲まない状況のため森下からNSTに依頼されるが、結がプリンを勧めても2、3口でスプーンを置き「食べても悲しいこと忘れられないんだけど」と述べた。病院の備品庫では花から好きなことを尋ねられ、歌うことを挙げたが、悲観的な気持ちも吐露した。
そんな中、スタッズを修理した「KING OF GAL」の手鏡とプレゼントを持って歩がお見舞いに来て上機嫌になった直後に、結の「凍ったブドウ」を口にしたのを契機に、しっかり食事を摂るよう変化した。退院日のクリスマスに、大阪市児童相談センターに入所する。（第24週）
その翌年2月、児童相談センターの生活が合わず歩の元を尋ね、詩を預かることになる。 最初は大勢の中で食事を摂ることが出来ないなど心を開けずにいたが克服し、結から「みんなで食べたら忘れられん楽しい思い出になるんよ」と言われもした。また、歩の店を手伝いながら二人で生活をしていくと周囲に溶け込んでいくようになり、歩からマネキンコーディネートの才能も高評価される。 最終回では歩が詩の未成年後見人となる。（第25週）

### 四ツ木家
四ツ木幸子（よつぎ さちこ）
演 - 酒井若菜
翔也の母。夫の実家で「四ツ木ファーム」を営んでいる。農家で作ったイチゴを持って遠路はるばる高校寮を訪ねるなど、福岡西高校に野球留学中の翔也のことを気にかけている。その時に一貴山駅で結と初めて出会い、道案内してもらった。
元レディースで、栃木弁での喧嘩口調が熱い。翔也が「婿になりたい」とメールで伝えたことから「結が翔也を焚き付けたのではないか」と考え、米田家に単身で乗り込み、愛子とメンチのやり合いをして特製のイチゴジャムを手土産に渡す。後日愛子が「四ツ木ファーム」を訪れたのをきっかけに愛子との関係は落ち着き、翔也の婿入りを認めるようになる。2010年の元旦に夫とともに米田家を訪れ、顔合わせで結に「翔也をよろしくお願いします」と頭を下げる。孫たちが「銀行によぐ似た名前の」大阪のテーマパークに行きたがっており、記念撮影後にみんなで向かった。
四ツ木隆則（よつぎ たかのり）
演 - 山内圭哉
翔也の父。家業を継いで「四ツ木ファーム」を経営し、イチゴを作っている。
一見は強面そうに見えるが、丁寧かつ理性的な口調で声は小さめ。
2010年の元旦に翔也に連れられ、神戸の米田家と初めて夫婦で対面。幸子と既に話し合った結果もあり、両家の顔合わせで翔也の婿入りを認める。
四ツ木雅也（よつぎ まさや）
演 - 佐々木誠
翔也の長兄。
四ツ木智也（よつぎ ともや）
演 - 野田龍之介
翔也の次兄。
雅也の妻
演 - 真白るか
智也の妻
演 - 近藤由紀

### 福岡・糸島の人々

#### 博多ギャル連合（ハギャレン）
真島瑠梨（ましま るり） / ルーリー
演 - みりちゃむ（幼少期：吉田心奏）
歩が結成した「博多ギャル連合」（ハギャレン）の2004年時点の総代表（八代目）。
10歳の時に天神のゲームセンターで不良に絡まれていた所を歩に助けられ、彼女の生き様に感銘を受ける。
母と中国に出張中の父とは折り合いが悪く、唯一の居場所の連合の復興を目指している。自身が総代表に就任後にメンバーの大量離脱を招いた経緯から、結を新総代表への抜擢を提案。連合の存続のためなら非情な手段をも厭わない。
携帯電話の着信音はL'Arc〜en〜Cielの『浸食〜lose control〜』。
口癖は「チョー、◯◯」。
OGとなった2006年時点ではアパレルの仕事をしている。しかし、別のアパレル会社に就職したもののそこも倒産、上京後は渋谷の「マルキュー」で働くもののすぐに退職し、大阪のアパレル会社を受けたものの、そこも倒産を経験した。2012年、再会した結に家に泊めてもらいたいと助けを求め、神戸の米田家の居候になる。歩の紹介でチャンミカに採用され大阪の「ガーリーズ2号店」で働く。同店が持ち直したことを受けて、もう1回渋谷へ行って勝負することを結たちに宣言する。
ギャルモデル事務所の社長と飲み屋で意気投合して入社し、専務（ナンバー2）となったことを、2019年10月に結らに語った。
佐藤珠子（さとう たまこ） / タマッチ
演 - 谷藤海咲
2004年時点のハギャレンのメンバー。子どものころからダンス好き。一本気タイプで筋が通らないことを良しとせず、結の連合メンバー入りに難色を示していた。
OGとなった2006年時点では福岡のダンスチームに所属。2012年にダンサー仲間と結婚が決まったことを結たちハギャレン仲間に報告する。
2019年10月時点では帰国しており、パートナーと共に、ダンスを子供たちに教えている。
田中鈴音（たなか すずね） / スズリン
演 - 岡本夏美
2004年時点のハギャレンのメンバー。結と同い年。手先が器用でネイルチップを作るのが趣味。夢はネイリスト。
中学2年生の時に父を病で亡くし、母によって女手1つで育てられた。家には借金があり、母はいくつも仕事を掛け持ちしており非常に多忙。自身も高校を中退してアルバイトをしている。食費を切り詰めるため、いつも安いスナック菓子を食べており、そのために栄養失調で倒れ込んでしまう。結に助けられ、佳代が握ったおむすびをきっかけに、幼少期に生前の父とピクニックに行った時に食べた時と同じ味を思い出し、感涙しながら食べた。
OGとなった2006年時点では夢を叶え、ネイリストの資格を取って母親の実家がある熊本のネイルサロンで働いている。2012年時点で結の自宅でハギャレン仲間で再会。ネイルサロンを3軒も経営していた。
2019年10月時点では夫と熊本でみかん農家をしており、5歳になる息子がいる。
柚木理沙（ゆずき りさ） / リサポン
演 - 田村芽実
2004年時点のハギャレンのメンバー。結のクラスメイトでもある。1990年代後半のギャルに憧れており、ギャルの歴史を本に纏めるのが夢。
学校では校則を守って大人しくしており、気配なく移動する。勉強もしっかりして成績はいい。
学校帰りの際、いつも天神地下街のトイレでギャル姿に変身している。
2006年時点ではハギャレンの総代表（九代目）に就任。
高校を卒業した2007年に上京。2012年時点で結の自宅でハギャレン仲間で再会。東京の出版社でギャル雑誌を作っている。
2019年時点では「ジュンエイ出版社」編集部のウェブ担当。歩のブランド「KING OF GAL」を記事にした。
カナ
演 - 金子みゆ
糸島フェスを見て、ハギャレン入り志願をして加入する。
レナ
演 - 田中美久
カナ・メグと共に志願、加入する。フラフープが得意。
メグ
演 - 奥心
レナ・カナと共に志願、加入する。
夏希
演 - 芹沢凜
ハギャレンのルーツとなる創設メンバー。1996年春に友子と一緒にカツアゲから助けられたことを契機に、歩を慕う。
友子
演 - 八木美樹
ハギャレンのルーツとなる創設メンバー。1996年春に夏希と一緒にカツアゲから助けられたことを契機に、歩を慕う。

#### 糸島東高校
古賀陽太（こが ようた）
演 - 菅生新樹（幼少期：案津喜一）
結の幼なじみ。高校でもクラスメイト。野球部に所属している。「米田結」の米と結から「米を結ぶ→こめむすぶ→おむすび」とあだ名した。幼いころから結に好意を寄せていた。
高校卒業後は福岡市にある「株式会社サイバーアドバンス」に入社し、システムエンジニアのアシスタント業務に就いていた。2009年に退社し、牡蠣の養殖をする。この転職を相談する中で、恵美と距離が縮まって交際を始め、結婚。
2025年1月時点では、地元で恵美と牡蠣小屋「恵陽丸」を営んでいる。
宮崎恵美（みやざき えみ）→ 古賀恵美（こが えみ）
演 - 中村守里
結が高校に入って最初に友達になったクラスメイト。入学当日1週間前に西区から転居している。
結を書道部に誘った。
陽太に想いを寄せており、後に結婚し息子の海を出産した。
松原保（まつばら たもつ）
演 - 長谷川忍（シソンヌ）
糸島東高校教師。結の担任。
結が歩の妹であると教え子たちの面前でことあるごとに暴露するなど、デリカシーに欠ける一面がある。
風見亮介（かざみ りょうすけ）→ 風見亮山（かざみ りょうざん）
演 - 松本怜生
書道部の先輩（結の1学年上）。書道のイメージを覆すような書家を目指している。
性格が豹変するほどの野球好き。当初は野球部への入部を希望していたが、運動神経の悪さから断念している。
全国高校英語スピーチ大会で入賞した神崎優里亜を大竹が絶賛していた際には興味のない素振りを見せるも、のちに交際していたことが判明し、結を落胆させる。
糸島東高校を卒業後は東京の大学へ進学。
2023年12月時点では、「風見亮山Channel」を開設し、視聴者の悩みに漢字一文字の書で答える、人気の書道系インフルエンサーとなっている。
神崎優里亜（かんざき ゆりあ）
演 - 栞那
風見の恋人。全国高校英語スピーチ大会で入賞している。
大竹久志
演 - 桑野颯太
書道部の部長。結と風見が二人で話しているところに乱入してくるなど空気の読めない一面もある。
高校時代にスズメバチの巣が実家にあったことがきっかけで、養蜂場の社長になって、2023年12月時点では「大竹スペシャルハニー」の蜂蜜などを販売している。
川島八重
演 - 矢羽田美翔
書道部 副部長。
田中
演 - 江口鮎香
書道部の先輩。
松本
演 - 林桜心
書道部の先輩。
五十嵐郁美（いがらし いくみ）
演 - 若月佑美
書道部顧問。

#### いとしまよかとこ商店街および農家
草野誠也（くさの せいや）
演 - 原口あきまさ
糸島の陶器店の店主。永吉のホークス仲間でもある。
古賀武志（こが たけし）
演 - ゴリけん
陽太の父。職業は漁師。
大村伸介（おおむら しんすけ）
演 - 斉藤優（パラシュート部隊）
糸島の薬店の店主。永吉のホークス仲間。
井出康平（いで こうへい）
演 - 須田邦裕
イチゴ農家。聖人の幼なじみ。聖人を糸島フェスの実行委員に誘う。聖人が再び神戸に行った後、よねだ農園の面倒を見る。
井出康介（いで こうすけ）
演 - 馬場裕之
康平の息子。佳代と愛子にイチゴ栽培を指導した。
橋本貞夫（はしもと さだお）
演 - 山下晶
畜産農家。「はしもと牧場」を経営している。

#### 福岡県警察
川合紗香（かわい さやか）
演 - 兒玉遥
福岡県警察天神東交番の警察官。
加藤
演 - 竹下健人
天神東交番の警察官。
山本
演 - 西田優史
天神東交番の警察官。
望月栄治
演 - 安永稔
中央警察署の少年係刑事。

#### その他の福岡の人々
ひみこ
演 - 池畑慎之介
糸島にあるスナック「ひみこ」の店主。年齢・性別・経歴不詳のミステリアスな人物。曰く「栃木・京都・高知・釜山にもいた」、出身地は「地球」。地元の情報通。カーニバルが好き。
米田家とは交流があり、聖人に髪を切ってもらっている。
糸島フェスティバルでは、交流がある永吉のマジックショーにアシスタントとして出演した。
第16週にて旅の途中で神戸に寄り、米田家を訪問。暫くの間は米田家で寝泊りし、割烹着姿で手料理を振る舞う。初日からすっかり米田家に馴染み、商店街のメンバーとも打ち解ける。
第17週にてチャンミカを騙して数百万円奪って逃走した拓斗たち男3人を、友達の協力で見つけ出す。そのとき自首を勧めていた。ひみこが歩に言った言葉が元で、ガーリーズや商店街の危機を救うことにも繋がり、次の旅へと発った。
2025年1月時点では糸島で農業をしているが、旅なども色々続けているらしい。
看護師
演 - 北川宏美
鈴音が栄養失調で倒れた際に行った病院の看護師。
真島絵利花（ましま えりか）
演 - 坪内陽子
瑠梨の母。東京での仕事が忙しく、家を留守にすることが多い。
川端慎介（かわばた しんすけ）
演 - 坪内守
理容師。1977年（昭和52年）、糸島で理容店「バーバー太陽」を営んでいたが、義母の病気が理由で神戸に引っ越す。その際、高校卒業直後の聖人に弟子入りを懇願されたため、師匠となり、聖人を神戸に連れて行く。
大河内明日香（おおこうち あすか）
演 - 寺本莉緒
元「天神乙女会」のギャルで売れっ子キャバクラ嬢。かつて対立していた歩と、2004年に福岡で再会する。
大阪に住むパートナーに会いに来ていた2012年春。その人との結婚を歩に報告するため「ガーリーズ2号店」を訪れ、持参した大量の90年代のギャル服も見せる。
飯塚恭介（いいづか きょうすけ）
演 - BUTCH
2004年時点で歩が一時期アルバイトをし、明日香も客として出入りする、博多のカフェバー「HeavenGod」の店長。
吉田武人（よしだ たけと）
演 - 髙橋聖蓮
勇二の兄。
吉田勇二（よしだ ゆうじ）
演 - 一平
2004年4月、帽子を糸島の漁港に落としてしまった少年。
中西剛（なかにし つよし）
演 - 真砂京之介
福岡西高校の2004年時点の野球部監督で、永吉によると「甲子園請負人」とも呼ばれる名将。
妻は栄養士の資格を持っており、部員たちの食事管理をしている。
翔也と幸太郎を「星河電器」に推薦した人物でもある（2人とも入社した）。
不良ギャルグループ
演 - 海月らな / 阿部桜々 / 西野百香
恐喝していたギャルグループのメンバー。
サラリーマン
演 - 矢野ペペ（パラシュート部隊）
不良ギャルグループから恐喝されていたサラリーマン。
イベント司会者
演 - 田中健二
糸島で開かれる“大規模フェスティバル”（「第1回糸島フェスティバル」）の司会者。
早川瞳（はやかわ ひとみ）
演 - 那珂川仁美
「第1回糸島フェスティバル」の審査委員長。
林亜美（はやし あみ）
演 - 林田茶愛美
糸島小学校2年生の歌うまキッズ。「第1回糸島フェスティバル」アマチュアパフォーマンス部門に出場して『ラヴ・イズ・オーヴァー』を歌い、優勝する。
井向晃称（いむかい こうしょう）
演 - 井向晃称
2019年2月。永吉の葬儀ー浄土真宗本願寺派ーの導師。
役名なし
演 - 倉成楓
「ヘアサロンヨネダ糸島店」の、出張理容の訪問先の車椅子の女性。ホークスファン。
古賀海（こが かい）
演 - 案津喜一
陽太と恵美の息子。

### 神戸の人々

#### 神戸さくら通り商店街
佐久間美佐江（さくま みさえ）
演 - キムラ緑子
菜摘の母。お喋り好きなうえ、噂話も大好き。パワハラなバイタリティーの持ち主。
神戸さくら通り商店街にて夫婦で総菜屋を営んでいたものの、震災で被害を受け、兄夫婦を亡くす。周囲の人々には心配をかけまいと兄夫婦を亡くした事実をすぐに口に出すことはなかった。実家は宝塚市。
避難所の運営やアーケード建設に尽力し、商店街で真っ先に「佐久間ベーカリー」を開店して復興を牽引した。
娘の死をいつまでも引きずっている孝雄の姿を良く思っておらず、避難所で菜摘の命を救ったことについても礼を言えないままだったが、2007年、ようやく彼に礼を伝えて商店街の防災訓練に来るよう誘う。
佐久間義之（さくま よしゆき）
演 - 宇仁菅真
美佐江の夫。菜摘の父。美佐江とは正反対に物静かな性格。
震災後に美佐江の提案で未経験からパン職人に転向した。
2012年春、菜摘の提唱で商店街の名物メニュー作りが検討される中「ほぼメロンなパン」を生み出した。
佐久間菜摘（さくま なつみ）
演 - 田畑志真（幼少期：今津里梨花）
美佐江の娘。結の幼なじみ。
1995年の震災発生直後、避難所での食物繊維が十分でない食事によって便秘になってしまうが、孝雄が持ってきたわかめやシイタケを食べたことでことなきを得る。
2007年時点では女子大に通いながら家業を手伝ってもいる。
2011年の東日本大震災では、康彦と共にボランティアに赴いた。
2012年春時点では大手コンビニエンスストア「フォーチュンストア」関西支社に勤務している。そのころ、弁当や惣菜類の商品開発のための市場調査に携わっており、ショッピングセンター進出計画の対策が話し合われる中で、商店街の名物メニュー作りを提案する。
2018年10月には自身が企画開発した「ドラナンシェ」がコンビニスイーツとして発売されるが、次に手がけた新商品のプリンは全然売れなかった。
それとの因果関係は不明ながら、商品開発部に入って7年たつ2019年、スイーツ部門から弁当部門に異動となった。
美佐江が最近元気がなくて料理する気もない様子から、健康な高齢者を対象とした弁当の企画を模索。10月、結に相談するとフレイル対策でカロリーは控えない方がいいとアドバイスされる。上司の豊岡部長の反対で企画開発がストップするが、要蔵夫婦の老人ホーム入りを聞いて食い下がることを決める。結や病院スタッフの試食会での意見や土屋の協力もあって、2020年1月に「鰆の塩糀焼き雑穀ごはん弁当」が発売となる。
高橋要蔵（たかはし ようぞう）
演 - 内場勝則
「高橋テーラー」の店主。息子は公務員。
以前から相談していた美佐江の勧めで、息子たちとも話して2019年10月、プールや温泉がある介護付きの老人ホームに夫婦で入居することを決める。ずっと具合が悪く動けなくなった和美が、要蔵の自炊料理を全然食べないこと、コンビニやスーパーの弁当では年寄りの口に合わないという、食べ物の面での決断だった。
高橋和美（たかはし かずみ）
演 - 友寄由香利
要蔵の妻。
福田康彦（ふくだ やすひこ）
演 - 岡嶋秀昭
神戸さくら通り商店街の「福田整体医院」院長。愛称は「福ちゃん」。聖人が川端とともに神戸に出てきたころからの付き合い。大のオリックス・ブルーウェーブファン。
震災後、米田家が糸島に移住したあとも一家のことを気にかけ続けていた。聖人が神戸で営んでいた理髪店の店舗に空きができた際に呼び戻した。
2011年の東日本大震災では菜摘と共にボランティアに赴いた。
自身が発案した商店街の子供食堂の計画はコロナ禍で一旦止まったが、2023年12月時点では開設されている。
福田陽子（ふくだ ようこ）
演 - 田所草子
康彦の妻。
明石太一（あかし たいち）
演 - 堀内正美
神戸にて夫婦2人で中華料理店「太極軒」を営む。愛子のお気に入りの店でもある。
震災時には店から調理器具を提供した。
2012年春には、結が考案した新メニュー「オーロラ餃子」が人気を博す。
明石真由美（あかし まゆみ）
演 - パピヨンズちよこ
太一の妻。
翔也からのプロポーズを受けた結の「こんな店で…」に同調していた。
中島（なかじま）
演 - 満腹満
神戸さくら通り商店街にある「中島ふとん店」の息子。
榎本浩太
演 - 能見龍弥
2024年2月、「ヘアサロン ヨネダ」で働く青年。翔也を「マスター」と呼ぶ。

#### 神戸栄養専門学校
矢吹沙智（やぶき さち）
演 - 山本舞香
結の同級生。結からは「サッチン」と呼ばれる。若い男子が苦手。
姫路女子高校時代は有名な陸上選手で、2年の時には2003年インターハイ女子1500mで優勝したが、部のコーチが求める体重管理を守った結果、摂食障害から疲労骨折や貧血に至った。「スポーツ専門の栄養士」を目指しているのは、間違った指導法で苦しんでいる若いアスリートを守って支えたいためだと、結に打ち明けた。
初登校の日には、始業前の教室で結に向かってギャルファッションを批判するが、同じ最後列の席だったため結らと卒業までの2年間、4人で実習班（J班）を組むことになった。
このメンバーだと自分は単位を落としかねないと、早々に石渡へ班替えを訴えるが、献立作成の課題を経て、結局変更なしとなる。
卒業後は陸上競技に力を入れている「まんぷく食品」に就職（まんぷく食品は過去に朝ドラ『まんぷく』で主人公の夫が起業した即席ラーメンのメーカー名）。
湯上佳純（ゆがみ かすみ）
演 - 平祐奈
結の同級生でJ班。結からは「カスミン」と呼ばれる。開業医の娘で神戸の実家から通学している。姉も兄も医師だが、自身は血が苦手で断念した。
震災当時は、比較的被害が少なかった垂水に在住していた。
初登校の日に沙智を宥め、結の格好は愛犬のトイプードル「チャッピー」に似て可愛いと、対照的に褒めた。
卒業後は東京の港区にある「三葉大病院」に就職。
2011年の東日本大震災では発生から3週間経ったころに、職場の先輩の管理栄養士と共に、支援栄養士として気仙沼の避難所に赴いた。
森川学（もりかわ まなぶ）
演 - 小手伸也
結の同級生でJ班。結からは「モリモリ」と呼ばれる。不動産会社の元営業マン。45歳で入学したのは、ノルマによるストレスで食生活が乱れて入院した際に、栄養士と出会ったのがきっかけ。居酒屋でアルバイトもしている。学生時代は演劇部だった。
結が就職活動に難航している際は、元営業社員の立場としてアドバイスを送った。
実は10年以上前に離婚しており、調理師の免許を持つ奥寺と再婚して弁当屋を開業する予定であることを卒業間際に語った。別れた娘は陸上競技をしているとのこと。
桜庭真知子（さくらば まちこ）
演 - 相武紗季
結たちの担任教師。管理栄養士の資格を持つ。
石渡常次（いしわたり じょうじ）
演 - 水間ロン
調理実習担当講師。
結からの第一印象は「言い方優しいけど、めっちゃ目怖い」。
モニカ
演 - サフィヤ
英語担当講師。授業に身が入らない結に対して「ボケ」「カス」などやや厳しい言葉を交えながら関西弁で激励する。
東海林
演 - 白山豊
解剖生理学担当講師。
池上真治
演 - TAKAHIRO
運動生理学担当講師。

#### その他の神戸の人々
若林建夫（わかばやし たけお）
演 - 新納慎也
神戸市役所の職員。米田家が営む理髪店の常連でもある。地元出身で、大のオリックス・バファローズファン。澤田が巨人に入団した際は、裏切り者呼ばわりしていた。女子プロサッカーでも神戸レオネッサを応援している。
2012年5月いち個人として、高沢と連れ立って孝雄の元を訪れ、ショッピングセンター建設のための土地買収の了承を求めた。商店街は跡継ぎ問題による閉店が相次いで活気がなくなっており、人の流れを変えるしかないという持論を述べた。
2020年4月のコロナの緊急事態宣言下ではガーゼマスクを装着しつつ、ソーシャルディスタンスや手指消毒を徹底していた。
大崎彰（おおさき あきら）
演 - 内海崇（ミルクボーイ）
1995年当時の神戸市立宝井小学校の教師。米田家が営む理髪店の常連。注文はいつも角刈り。
その後、美容院や安い店に行っていたが、聖人の角刈り技術を求めて2012年5月に、久々に「ヘアサロンヨネダ」へ来店する。
相原三花（あいはら みか） / チャンミカ
演 - 松井玲奈
歩の中学時代に仲が良かった同級生の元ギャル。元町にある古着店「ガーリーズ」の店主。2005年に神戸の古着倉庫で歩と再会。以降、歩が店に服を卸すようになる。離婚歴がある。
2009年には、2号店をオレンジストリート（劇中の住所は架空の西区中堀江）に開店した。
2011年の東日本大震災では、歩に協力して、支援物資を岩手のアキピーに送った。
2号店の営業が軌道に乗っているころに新しい彼氏の拓斗（ター君）と交際するようになり入れ込む。この様子を既に心配して拓斗たち合コン参加の男3人に不信感を持った歩に激怒して言い合う。その数日後、2号店では強盗が入り売上金やビンテージのデニムを合わせて数百万円も騙し取られてしまう。拓斗が絡んでいるのではないかと疑う歩に反発、「一番の友達だと思っていたのにもう顔も見たくない」と怒りを爆発させる。拓斗の正体と嘘を知ると、歩の思ってた通りまたクズに騙された、とショックを受けて歩と打ち解けて仲直りする。2号店で閉店セールを行うが、歩がSNSでの情報発信したおかげで全国から買い求める客も出て借金にならず、ネット注文も導入して2号店の営業を続けていくことを決意する。
2号店の上に2019年に出来た「KING OF GAL」の事務所に、よく出入りしている。2024年2月ごろ、再婚した。
湯上美江（ゆがみ みえ）
演 - 西村亜矢子
佳純の母。
奥寺円香（おくでら まどか）
演 - 駒居美輪
森川とともにカフェから出てくるところを結に目撃された女性。結やJ班の面々からは森川の不倫相手なのではないかと疑われていたが、彼の再婚相手であったことが翌日判明。森川と2人で弁当屋を開こうとしていることも明かされた。栄養士の学校に通ってみたらと森川に勧めた存在でもある。
近藤
演 - 祐楽
菜摘の大学のサークル仲間。
井上
演 - 奥本智海
菜摘の大学のサークル仲間。
メグタム
演 - 中野綾琉
2009年時点の「渡辺靴店」の顧客。2012年4月時点では法律を勉強中で、弁護士を目指しているという。
リオリオ
演 - 早坂風海
2009年時点の「渡辺靴店」の顧客。2012年4月の孝雄によると、センスが良くて靴のカスタムの際にヒントをくれる存在だという。
高沢克己（たかざわ かつみ）
演 - 加藤虎ノ介
「サイキョー」店舗開発部の、神戸で勤めている人物。ショッピングセンター建設のため、2012年に「渡辺靴店」にも、土地買収の打診に訪れる。美佐江をはじめとした商店街の面々と対立するが、孝雄が土地買収を受け入れた後は「ショッピングセンターとは違うやり方で自分たちの商売を貫く」と決意した彼らと和解した模様。
清水（しみず）
演 - 榎田貴斗
「ヘアサロン ヨネダ」の常連客。コピー機の営業マンで2018年9月、客前だと緊張してしまう悩みを聖人に明かし、自分ならそれだけ一生懸命な人なんだなと思う、と励まされる。
竹中（たけなか）
演 - 松谷圭悟
「ヘアサロン ヨネダ」の一見客で2018年9月、ずっと伸ばしてきた長髪を切ってもらいに来店した。自身のバンドが売れず、30歳になったのを機に夢を諦めて「まともな仕事しよう」と決めたためだと自嘲気味に話すが、聖人からは「ぜんぜん情けなくない」と励まされる。

#### 神戸の人々（1995年1月）
渡辺真紀（わたなべ まき）
演 - 大島美優
孝雄の一人娘。歩より1つ年上。歩と「2人でギャルになる」と誓い合った親友。年の離れた結にも優しく接していた（結曰く「もう一人のお姉ちゃん」）。
黄色のガーベラの花が好きで、安室奈美恵のファンで『PARADISE TRAIN』をよく聴いていた。
阪神・淡路大震災の際、倒れてきたタンスの下敷きになって亡くなる。
高校卒業後に上京して雑誌モデルになるのが目標で、自身の死は、歩がギャルになるきっかけとなった。
三浦雅美（みうら まさみ）
演 - 安藤千代子
阪神・淡路大震災の発生当日の夜、米田家や商店街の人々が避難していた宝井小学校におむすびを届けてくれた、被害が少なかった地域の女性。おむすびが冷たくなっていることを結から指摘されると、街が壊滅状態になっていたために小学校へたどり着く間に冷えてしまったのだと幼い結にも分かりやすい口調で謝りながら説明し、生まれ育った神戸の街の惨状に涙する。
結はこの時の発言を後悔しており、炊き出し隊長として2007年7月29日に参加した、商店街主催の第4回「夏休みこども防災訓練」では、温かいおむすびの提供にこだわった。
結とは連絡がついてからは、毎年1月17日に神戸で会っている模様（2025年時点）。
医師・高柳
演 - 森中保
震災から数日後に腹痛を起こした菜摘を、食物繊維や水の不足などによる便秘だと、避難所で診断したボランティア医師。

### 大阪の人々

#### 星河電器

##### 社会人野球
野崎幸太郎（のざき こうたろう）
演 - 大原由暉
福岡西高校時代に翔也とバッテリーを組んでいた。中西監督の推薦で、翔也と共に「星河電器」に入社し同じ総務部に配属される。
中村重治（なかむら しげはる）
演 - 嶋尾康史
監督。
澤田龍志（さわだ りゅうじ）
演 - 関口メンディー
背番号18のエース投手として、2008年の社会人対抗野球大会で準優勝を果たす。その年のドラフトで、希望していた巨人に1位指名され入団する。
自身も食事に気を遣っており、野球部専任の栄養士の必要性を監督らへ訴え続けていた。予算の関係で部ではなく社員食堂にて給料が高くない栄養士を採用することが、ドラフト後に決まり、翔也のために作った献立表の出来に以前から感心していた結に、受験を勧めた。
大河内勇樹（おおこうち ゆうき）
演 - 中山翔貴
大学時代2年連続でホームラン王を取った強打者で、卒業後の2009年春に入社（ポジションは捕手）。
年下の翔也に対して「ただ悪いけどもう見切ってるよ」などと挑発的かつ見下げていたが、新炊飯器社内モニターに協力した際には「たまには顔出せよ」と声をかけた。

##### 社員食堂
立川周作（たてかわ しゅうさく）
演 - 三宅弘城
社員食堂のベテラン調理師。若いころには東京のホテルでコックをしていた。阪神タイガースとB'zと尾崎豊の大ファン。仕事に誇りを持つ故、休んだことがほとんどない。
元々野球部のためにと蛋白質や脂質、糖質などに偏った味の濃いメニューを作って大盛りにするなどしていたため、食べ残しする社員も多く、忠告する原口や入社した結をぞんざいな扱いをしていた。ある時原口と結がレシピを作っていたことを知ると最初は激怒したが、その翌日結に材料費を200円以内で抑えた日替わりメニューを作ることから指導した。その結果社員食堂の調理師たちの間で好評を得たことと条件以内であったことから許可を出し、メニューは大好評であったものの、調理に難航し、11人分のキャンセルが出たことから今後は献立に出せないことと社食で必要な条件と働くことの意味を教えたが、許可を出した責任として谷岡に謝罪した。その後、自身のレシピの味が濃いことを悟り野球部や社員の健康面を危惧したことから、原口と結が作成したレシピノートを補筆し、それを結に渡すと栄養士の観点でレシピを全部見直しするよう依頼。
翔也の一件を心配した際に「色々大変だと思うけど前を向け」と激励する。
原口尚弥（はらぐち なおや）
演 - 萩原利久
社員食堂の調理師として、結が来る2年前から働いている。
大堀多恵（おおほり たえ）
演 - 飯島順子
社員食堂のパート従業員。
小堀祥子（こぼり しょうこ）
演 - 三原悠里
社員食堂のパート従業員。
酒井則夫（さかい のりお）
演 - 梅林亮太
社員食堂のパート従業員。
水谷正和（みずたに まさかず）
演 - 真田理希
社員食堂の臨時雇用栄養士（結が育休中の2012年時）。「神戸栄養専門学校」の結の後輩にあたる。

##### 社員
大久保育代（おおくぼ いくよ）
演 - なるみ
大阪茨木支社総務部の、翔也の上司。
田中茜（たなか あかね）
演 - 前野えま
大阪茨木支社総務部の、翔也の先輩。
谷岡雅史（たにおか まさし）
演 - 浅雛拓
総務部長。
後藤
演 - 湯浅崇
2009年8月11日に茨木支社で実施した、新炊飯器社内モニターの担当者。
宮田
演 - 安部洋花
本社開発部。課長職で、後藤と共に2009年8月11日の新炊飯器社内モニターを仕切った。

#### 大阪新淀川記念病院（ - 2012年）

##### 医療従事者（ - 2012年）
西条小百合（さいじょう さゆり）
演 - 藤原紀香
「大阪新淀川記念病院」の管理栄養士。
元々はバスガイドだったが、20代のころに母親が胃がんになり退職した。在宅介護をする中で食事についての関心が深まり、今の仕事に至った。
桑原によると、「NST」（栄養サポートチーム）を塚本と立ち上げた人物。
結が2012年1月に再会した際に、管理栄養士を目指すきっかけとなった存在である。初めて会った2010年5月の入院時には、絶食の後に西条が提供した「凍ったブドウ」が、結にとって忘れられない味となった。
結が就職した際には既に退職し、2018年時点では離島で管理栄養士をしているという。
医師
演 - 吉井基師
「大阪新淀川記念病院」の医師。結が腎盂腎炎にかかっていること、妊娠6週目であることを告げる。
石原香織（いしはら かおり）
演 - 藤堂海
「大阪新淀川記念病院」の医師。結が2010年5月に入院した際の担当医で、管理栄養士の西条小百合を紹介する。
五十嵐亮平（いがらし りょうへい）
演 - 中村凜太郎
「大阪新淀川記念病院」の医師。2012年1月の花の定期健診の担当医。

##### 患者（ - 2012年）
佐藤亜弥（さとう あや）
演 - 嶋田光希
「大阪新淀川記念病院」の結と同じ病室に入院する妊婦。

#### 大阪新淀川記念病院（2018年 - ）

##### 医療従事者（2018年 - ）
塚本文香（つかもと ふみか）
演 - 濱田マリ
栄養科長。2018年時点の担当は消化器外科など。「NST」（栄養サポートチーム）を立ち上げた一員で現役メンバーでもあった。2018年9月、8月に豊中の病院で研修を済ませていた結へ、チームの見学を勧めて正式に引き継ぐ。
結のコミュニケーション能力を高評価しており、患者さんによっては心が和むという考えから福岡弁で接することを勧めもした。
歴史小説を読むのが趣味で、日本史上の人物（直江兼続・沖田総司・竹中半兵衛・武田信玄・伊達政宗・白河上皇・石田三成など）を用いた例えを出す。
桑原美和（くわはら みわ）
演 - 妃海風
ベテラン看護師。「NST」を立ち上げた一員で、2018年-2024年時点のメンバー。
情報通で、結によると「この病院の生き字引き」。
コロナの感染患者を受け入れ開始した2020年3月、院長の指名でレッドゾーンの担当に就いた。子供の世話をしてくれている義母は基礎疾患があるため、自分は帰宅せずホテル暮らしを続けた。
杉沢聡（すぎさわ さとし）
演 - 犬飼貴丈
言語聴覚士。「NST」の2018年-2024年時点のメンバー。対象患者の嚥下機能確認などを担当する。
松崎瑛人（まつざき えいと）
演 - 永野宗典
小児科医。「NST」の2018年-2024年時点のメンバー。栄養指導室でのミーティング進行を担ってきた。
5浪して医大に入学したため、現役合格した年下の森下には、頭が上がらないでいる。
篠宮朱里（しのみや あかり）
演 - 辻凪子
薬剤師。「NST」の2018年-2024年時点のメンバー。
人と違って裏切らないという理由で、猫を好む。
本来の業務が疎かになり提言に強制力も無いことから、NSTは無駄だと感じていたが、2024年2月には「私は大賛成ですよ」とダブルピースでチームのみんなに述べた。
柿沼莉子（かきぬま りこ）
演 - しまずい香奈
栄養科。委託会社の管理栄養士。結たちの管理部門でなく、給食部門で調理業務を担当している。結からの無茶ぶりのような頼みに不満な態度をとることも多いが、「患者さんのため」と言われると使命感が強く発動する。
石田拓（いしだ たく）
演 - 吉田剛明
栄養科。2018年9月時点で新人の管理栄養士。結から「イシダッチ」と呼ばれている。
2020年4月のコロナの緊急事態宣言下では、直接伝えられないため、患者1人1人の食事に、メニューの説明を書いた手紙（小さいメッセージカードに直筆）を添えることを発案した。
加藤麻衣（かとう まい）
演 - 綿谷優和
栄養科。2023年12月時点で新人の管理栄養士。
蒲田令奈（かまた れいな）
演 - 中村アン
外科医。2018年には、安藤や八重子や聖人などの手術をした。
言葉遣いはぶっきらぼうで、患者やスタッフにも厳しいが手術の腕前は超一流。栄養に関する指示はすべて結ら管理栄養士に任せている。
2020年にはコロナ対応優先で手術機会が控えられため、途中からレッドゾーンの担当に志願して加わる。
2024年2月時点では外科部長になっている。入院患者の丸尾について、井上の方針は一理あると当初は考えていたが検査結果を見て、低栄養を解消してからの方が術後の経過が良くなると判断。手術を延期させ、主治医を自分が代わることにした。この翌日、結が栄養指導室での集まりでNSTの必要性を訴えた際には、真っ先に拍手で賛同を示した。
森下直久（もりした なおひさ）
演 - 馬場徹
消化器内科医。病院スタッフや、患者とその家族に威圧的な態度を度々とっていた。
2018年9月、うなぎ誤嚥の件で、担当患者である堀内の家族に、話しづらい雰囲気を作っていたことを深く詫びる。
患者のことを自身で全て把握しておきたい拘りを従来は持っていたが、麻利絵の件では、NSTに期待をかけていた。聖人の件では、胃の一部を切除する手術が必要となることと、多くの人が手術で根治していることを本人に説明した。
2019年10月、高齢者向けの健康弁当の試食会では、びっしりと意見を書いて提出。森下が提案した噛み応えのある食材は、弁当のおかずに採用された。
コロナの感染患者を受け入れ開始した2020年3月、持ち回りによってレッドゾーンの担当となり、消化器内科の仕事は塩谷に一時的に託す。
塩谷慎吾
演 - 灰塚宗史
若手の消化器内科医。2020年3月には、一時的にコロナ対応で離脱する森下の、業務を引き継ぐ。
小川真也
演 - 酒井善史
医師。2023年12月にサッカーの練習中に左足のケガをした花を、精密検査した。
井上晴哉
演 - 井上拓哉
若手の外科医。東京の大学病院で働いていたところを、新たに就任した理事長がスカウトし、2024年1月から新淀病院で勤務している。何度も高度栄養不良の患者の手術を成功させてきたと、自負している。
2月には主治医として、常食を摂らない丸尾に関し、高カロリー輸液製剤への切り替えを指示し、造血剤添加ブドウ糖注射液「フェインジェン」を処方する。
腹膜への転移があるステージ4に至った可能性も疑って早急に手術の強行を図るが、低栄養による術後の合併症を危惧したNSTの面々に寸前で阻止され、外科部長の蒲田も現れて同じく反対意見を示して主治医を引き継ぐと宣言。井上は断念してカンファレンスルームを去った。
井川智美
演 - 吉田真由
看護師。コロナの感染患者を受け入れ開始した2020年3月、桑原や森下らとレッドゾーンの担当に就いたが、学校が自粛中となってから小4と小2の子供の昼ごはんを作るため、一旦休職を決める。
村崎真彩
演 - 村崎真彩
コロナ担当看護師。2020年3月、桑原や森下や井川に、防護服の着用方法を指導する。
西原一花 / 梛木蓮
演 - いちえ / 梛木レン
消化器内科の看護師。
藤井麻莉子
演 - 藤井麻莉子
消化器外科の看護師。2018年には聖人の手術当日に、手術室へ案内した。コロナの感染患者を受け入れ開始した2020年3月、桑原や森下らとレッドゾーンの担当に就いた。2024年2月には、丸尾を担当した。
田中祐月
演 - 田中祐月
小児科の新人看護師。
看護師
演 - 境谷純 / 郷原慧
桑原の先輩2名。緊急事態宣言下で急遽復職し、レッドゾーンの担当に加わる。
石井明日菜
演 - 藤谷理子
消化器内科の看護師。
武田重文
演 - 山田裕
事務局長。2024年2月、新理事長が決めたNST活動休止を、栄養科へ通達しに来る。後日、栄養指導室での集まりに出席。NSTを代表して結が、食べることは（患者の）家族や未来にもつながっているとNSTの必要性を訴え、蒲田そして森下をきっかけに多くの医療スタッフが拍手で賛同を示した。この様子を、理事長に伝えることを約束した。

##### 患者とその家族（2018年 - ）
中野学（なかの まなぶ）
演 - 川畑泰史
2018年9月、糖尿病教育入院する。仕事の忙しさからストレスで爆食いして2019年10月、血糖値が上がり再入院する。（第18・22週）
安藤清子（あんどう きよこ）
演 - 森畑結美子
2018年9月、胆のう癌手術のため外科に入院する。（第18週）
本郷晴斗（ほんごう はると）
演 - 髙田幸季
2018年9月、ネフローゼ症候群で小児科に2年ぶりの再入院をしている。
前回入院時に治ると言われたが再発したことで食事を拒んでいたが、1年前に事故で亡くなった父が作っていたカレーのレシピを、結が弥生から聞き出して柿沼が再現。完食した。（第18週）
本郷弥生（ほんごう やよい）
演 - 沢暉蓮
晴斗の母。（第18週）
堀内栄治（ほりうち えいじ）
演 - 関秀人
2018年9月、潰瘍性大腸炎で消化器内科に入院している。
地元で有名な建設会社のワンマン社長だったが、息子の誠を信頼せず今でも経営に口出しをしており、すぐに退院したがっている。
病院食を不味がる。嚥下機能が若干低下していた中、誠に精のつくものを依頼し、好物のうなぎで誤嚥性窒息を起こす。森下らに救命され、もうわがままを言わないと結に言い、治療に専念する。（第18週）
堀内咲江（ほりうち さきえ）
演 - 辻葉子
栄治の妻。（第18週）
堀内誠（ほりうち まこと）
演 - 吉岡幹夫
栄治の息子で、会社を引き継いだ。（第18週）
曽根麻利絵（そね まりえ）
演 - 桧山ありす
17歳。高校に入ってから急に、脂質と糖質を絶ちサプリやプロテインに頼る食事制限を始め、スマホアプリで加工した自身の理想像を目指している。
立ちくらみで外来受診し、低栄養などの他に中程度の肝機能異常（松崎によると低栄養性脂肪肝になりつつある）も見られたため、原因精査の目的で2018年10月に個室入院。BMIの数値は16.1だった。ただの貧血で入院させる悪徳病院ではと疑ってもおり、食事療法に前向きでなく、担当医の森下からNSTへサポートを依頼された。
内科的な重い病気は見つからなかったが、点滴が必要な状況にまで至る。それでも勝手に退院を試みた所、結から「一生後悔するよ」と諭される。痩せにくくなったのは「全部ママのせい」と口にするが、小中の方がむしろ標準体重だったことを指摘され、摂食障害だった沙智と食費を切り詰めて倒れた鈴音のエピソードも聞かされ、食事療法を受け入れる。（第19週）
曽根紗英（そね さえ）
演 - 潮田由香里
麻利絵の母。
自身が子供のころあまり裕福でなく、麻利絵に同じ思いをさせたくなかったため、たくさん料理を食べさせてきた。
中学まで普通に食事していた麻利絵が、極端なダイエットをし始めたのは、好きな先輩に陰で「太ってる」と言われたことも理由の一つと考えている。（第19週）
磯山八重子（いそやま やえこ）
演 - 徳田尚美
結が以前、糖尿病教育入院を担当していた。2018年10月に数値が下がらず入院した際、総合内科からの依頼を塚本が受ける。担当医が勧めるインスリン注射でなく食事療法を希望し、結が今回も担当することになった。
体重も落ちて食事目安も把握し安心して退院したが、数日後に嘔吐して緊急搬送されてきた。CTで膵臓腫瘍が見つかり、蒲田の手術を受ける。その後、病変は良性と判明する。（第19・20週）
磯山伸彦（いそやま のぶひこ）
演 - や乃えいじ
八重子の夫。（第19・20週）
患者・山本
演 - 堂崎茂男
聖人と同部屋の入院患者。（第20週）
吉野千佳（よしの ちか）
演 - 笠間優里
2019年1月。重症妊娠悪阻で産婦人科に入院している。（第21週）
吉野優平（よしの ゆうへい）
演 - 柴田龍之介
千佳の夫。（第21週）
患者
演 - 松本大志郎
2019年10月。中野と同部屋の患者。（第22週）
樫山孝子
演 - 都築俊
2020年に脳梗塞で入院している患者。コロナ感染防止体制になってから希美やお気に入りの杉沢に会えなくなり、食欲が出ず中心静脈栄養を始める。5月に結からタブレットを貸し出され、希美とのリモート面会が可能となって元気を取り戻す。（第23週）
樫山希美
演 - 小田ゆりえ
孝子の娘。コロナ感染防止のため面会中止になるまでは、毎日お見舞いに来ていた。（第23週）
宇和田春子（うわだ はるこ）
演 - ほしまゆみ
田原詩と同室の患者。結からは「春ちゃん」と呼ばれている。（第24週）
丸尾貴裕（まるお たかひろ）
演 - 細川岳
2024年2月、消化器外科に入院している。35歳。大腸がんステージ3で抗がん剤による術前治療を終えたところ。次の週に手術を控えているが、常食を摂らず体重が減少して高度の栄養不良状態となっていた。
結が仮定していた通り、食欲低下は聖人の手術の時と同じく心理的ストレスが原因らしいことが判明。妻や息子に話せない不安を結に打ち明け、病気が治ったあとのことを考えてはとの助言で具体的な希望を口にした。マスクをずらして笑顔を見せ、マスクを外した結からも満面の笑みで返された。
主治医が井上から外科部長の蒲田に代わり、低栄養解消を優先して手術は延期となったが、その後は不明。（第25週）
丸尾遥香（まるお はるか）
演 - 宇佐美蘭
貴裕の妻。（第25週）
丸尾大（まるお まさる）
演 - 住田将太
貴裕と遥香の息子。（第25週）

#### KING OF GAL
佐々木佑馬（ささき ゆうま）
演 - 一ノ瀬ワタル
歩が東京でカラオケビデオの女優をしている時の付き人だったが、その後も古着バイヤーの仕事を一緒にしていた。
2007年7月の「夏休みこども防災訓練」が終わったころ、ロサンゼルスから神戸へ歩を迎えに来る。現地の商談相手が歩と直接のやり取りを希望しているためだった。その後も同じ仕事を海外で続け、2012年にも一時帰国して神戸へ現れた。2019年創業の「KING OF GAL」では、外回りの営業も担当している。
ムータン
演 - 浅川梨奈
大阪を拠点としている、歩のギャル仲間。2009年には街で翔也を見つけ出して逆ナンパの形で、2人で歩がいるバーへ連れて行った。
2019年には歩の「KING OF GAL」の事務所で働いている。
ま〜ゆ〜
演 - やしろなな
大阪を拠点としている、歩のギャル仲間。2009年には街で翔也を見つけ出して逆ナンパの形で、2人で歩がいるバーへ連れて行った。
2019年には歩の「KING OF GAL」の事務所で働いている。

#### その他の大阪の人々
松本（まつもと）
演 - 川西賢志郎
「スポーツ関西」の社会人野球担当の記者。2007年から2009年の時点で度々「星河電器」に取材に来ている。
芳子
演 - マエダユミ
結と翔也が暮らすアパートの2010年の住人。
菊池裕美
演 - 中川わさ美
おしゃれに疎かったが若いころからギャルファッションに憧れていた。結婚後も子沢山で育児に忙しくおしゃれを諦めていたが2012年5月、息子の建太の勧めで勇気を振り絞り、一緒に「ガーリーズ2号店」へ来店する。
菊池建太
演 - 荒田陽向
裕美の息子。2012年5月、携帯で「ガーリーズ2号店」のSNSの写真を見て羨ましそうだったため、誕生日だった裕美を連れて来店する。小遣いの小銭を貯めた瓶を見せ、「おしゃれにしてあげてください」と笑顔で歩やチャンミカに頼んだ。
白木淳一郎（しらき じゅんいちろう）
演 - 須賀貴匡
「黎創出版社」大阪支社の編集部の人物。ブログ『うちのギャルさん』の愛読者。書籍化打診のため2018年10月に愛子と直接会い、オフィスへ案内する。
富枝（とみえ）
演 - 八田麻住
居酒屋「きよし」の女将。
さぶ
演 - 藤木力
居酒屋「きよし」の若い板前。
2020年4月のコロナの緊急事態宣言下では店が臨時休業となる中、弁当を作って新淀病院に富枝と差し入れに来た。
向井繁子（むかい しげこ）
演 - 麻生祐未
2019年1月、万博記念公園で案内係として働いており、財布を落とした少年といる時に、太陽の塔を聖人と一緒に見に来た永吉と偶然再会する。
万博の開催期間は、繁子はアメリカンパークでウエートレスをし、そこへ永吉は食材を福岡からトラック輸送していた。
豊岡修治（とよおか しゅうじ）
演 - 隈本晃俊
「フォーチュンストア」関西支社商品開発部の部長。
2019年10月、部下の菜摘が企画した高齢者向けの健康弁当に関して、誰かにアドバイスをもらったものと見抜く。それならと、病院の管理栄養士との共同開発を勧めたが、当初は塚本の協力を希望して結には関心を持たなかった。しかし、弁当が発売された2020年1月には結へ、商品開発部専属の管理栄養士としての転職を打診する。
土屋信也（つちや しんや）
演 - 森優作
「フォーチュンストア」の弁当製造を委託されている、「西丸食品」の管理栄養士。
2019年10月、高齢者向けの健康弁当の企画開発に参加。見た目や調理工程など現実的な観点を具体的に、菜摘と結へ伝える。
田村頼子
演 - 中道裕子
大阪市児童相談センターの職員。詩の退院日、2023年のクリスマスに病室まで迎えに来た。
磯部守
演 - 安藤嗣海
大阪市児童相談センターの職員。詩の退院日、2023年のクリスマスに病室まで迎えに来た。

### 気仙沼の避難所の人々
稲葉力也
演 - 横堀秀樹
東日本大震災で気仙沼を担当する合同救護チームのリーダー格。東京から来た医師。ある日のミーティングで佳純の質問に対し、避難所で蔓延し始めた肺炎や衛生環境などの対応を優先し「メシのことは後だ」と最初は一蹴した。後に、板垣と佳純が提案した炊き出しは認めた。
板垣智明
演 - 石田裕之
気仙沼を担当する合同救護チームに、佳純と共に「全国栄養士協会」から参加した栄養士。
田中稔
演 - 大橋壮多
「青石公民館」の避難者。津波で入れ歯が流され、おむすびを噛むのが困難に。おじやが佳純によって提供された。
田中文江
演 - 廣田惠美子
「青石公民館」の避難者。稔の妻。
佐々木賢哉
演 - 清水聡之朗
「青石公民館」の避難者。
佐々木満里奈
演 - 山本真菜
「青石公民館」の避難者。賢哉の妻。

### その他の人々
渡辺孝雄（わたなべ たかお）
演 - 緒形直人
灘区にある神戸さくら通り商店街で「渡辺靴店」を経営している、寡黙で口下手な腕利きの靴職人。通称は「ナベさん」。
1993年10月に妻の早苗を病気で亡くして以降、男手ひとつで一人娘を育てていた。
1995年1月当時、商店街のアーケード建設に頑なに反対し、周囲と気まずくなっていた。
震災で真紀を亡くして以降、「（自分も）いつ死んだっていい」と言って心を閉ざす一方、便秘になった菜摘のもとに乾燥食品を届ける、商店街のアーケードの建設に美佐江とともに尽力するなど不器用ながらも生き残った人々に協力する一面も見せる。
アーケードの建設に協力したのは真紀がアーケード建設に賛成していたためであったことが2007年時に明らかになる。
開店休業状態で酒浸りだったが、その年の夏、真紀が孝雄を「日本一の靴職人」だと自慢していたことなどを結から聞かされて一念発起。歩から依頼されたギャル靴のカスタムに着手した。明るさを取り戻し、若い女性客（メグタム・リオリオたち）から「ナベベ」と慕われるようにもなった。
2011年の東日本大震災では、子供の靴や長靴や安全靴などを集めて被災地に送った。
聖人にも心を開き始め、2012年4月には、古いジャズが好きで昔はジャズバーによく聴きに行っていたことを打ち明けた。
「真紀の声を思い出せなくなるから」と震災後の建て直しは元より修繕もせず、自宅兼店舗に住み続けてきたが、階段の板が抜けて脳震盪を起こしもした。ショッピングセンター建設のための土地売却依頼を、高沢に拒み続けていた中の5月。生前の真紀の声が入ったカセットテープを歩から渡され、「日本一の靴職人」という言葉から2007年夏に結が話した内容をフラッシュバックもし、一転して応じることにした（若林からの説得もあった）。自身が手がけるギャル靴がSNS上で注目され東京のシューズブランドからコラボの話も来る中で、「真紀と一緒に東京行く」と聖人と歩に宣言。真紀の墓参りを歩と一緒にして発った。
売れっ子シューズデザイナーとなり、2018年11月に「ガーリーズ2号店」に歩との仕事の打ち合わせで来ていた際には、歩の仕事姿を覗きに来た聖人と偶然再会。胃のただれの生検結果待ちで不安がる聖人を励ました。
2023年12月、仕事で神戸に来た際に聖人に散髪してもらう。シンガポールや沖縄を経て現在は北海道で暮らしており、神戸の船を見て海の向こうに憧れた子供のころの夢が叶ったと語った。職人は道具さえあればどこでも仕事できると言い、偶然にも糸島移住を迷っていた聖人の心に響くこととなった。
アナウンサー（声）
声 - 住田功一
阪神・淡路大震災当日のラジオニュースのアナウンサー（第21回）、東日本大震災発生直後の臨時テレビニュースのアナウンサー（第72・73回）。
アナウンサー（声）
声 - 村田匡輝
2012年5月。拓斗たち男3人が逮捕されたテレビニュースのアナウンサー（第85回）。
アナウンサー（声）
声 - 城土井大智
2020年2月の横浜港停泊中の大型クルーズ船での新型コロナウイルス10人感染確認や（第110回）、4月の大阪の感染者数を（第114回）、伝えるテレビニュースのアナウンサー。
アキピー
演 - 渡辺直美
かつて歩やチャンミカと一緒に渋谷でよくつるんでいた盟友。チャンミカによると「唯一無二の鬼ギャル」。2011年時点では盛岡でギャルサーを仕切っている。既に結婚していて娘がいる。服のリメイクが得意。
東日本大震災で被災したときに歩たちからの支援物資やギャルの服を受け取り、服のリメイクという特技をいかしてサイズの合わない服を自分でリメイクする。2012年時点で被災後は暫く家族と共に仮設住宅で住んでおり、支援物資のお礼を言うため遠路遥々大阪に行き2号店で歩とチャンミカと再会する。久しぶりの会話でチャンミカを元気づけた後に歩、チャンミカとプリクラを撮り、ルーリーも含めて4人でカラオケを楽しむ。
カナ
演 - 米田登貴
写真のみの登場。アキピーの娘で、2012年春時点で12歳。
母親に似てギャルの服を着るのが好きな女の子だったが、東日本大震災で祖父（アキピーの父）を亡くして以降笑わなくなってしまう。歩やチャンミカから送られてきた服がアキピーのサイズに合っていないのを見て久しぶりに大笑いし、再びギャルの格好を楽しむようになったことがアキピーによって語られている。
早坂拓斗（はやさか たくと）
演 - 永嶋柊吾
チャンミカの2012年時点での新しい彼氏。チャンミカから「ター君」と呼ばれている。30歳。
ゲームプログラマーと自称するが、実は名前も仕事も全部嘘で、無断で作った2号店の合鍵を使って金庫の金とヴィンテージデニムなど高額商品の強盗を働いたことがチャンミカの話で明らかになった。警察に話すと、各地で詐欺している3人組の可能性があるという。
数百万円も騙し取ったあと、三田村と貫井とともに既に大阪から逃げ出す。全国指名手配を受け、5月に川崎で3人揃って詐欺の疑いで逮捕される。逮捕後は「トレンチコートの女（＝ひみこ）に自首しろと脅迫された」という意味不明の供述をしたことが報じられた。
三田村蓮（みたむら れん）
演 - 七瀬公
拓斗の大学同期で、詐欺仲間。30歳。3対3の合コンでは服飾デザイナーと自称。歩に「バイヤーはもうかるのか」「買い付けにいく飛行機はビジネスなのか」「家はマンションか戸建てか」など質問して金に関する個人情報を聞きだそうとする。勤務先やブランドの社長について歩から聞き出されて戸惑った様子で返答したが、逆に歩に不信感を抱かれる。
事件後は拓斗たちとともに大阪を逃げ出したが、全国指名手配により詐欺の疑いで逮捕された。
貫井拳吾（ぬくい けんご）
演 - 山口大地
拓斗の大学同期で、詐欺仲間。30歳。3対3の合コンでは一級建築士と自称し、ルーリーと会話する。
事件後は拓斗たちとともに全国指名手配され、詐欺の疑いで逮捕された。
小松原良助
演 - 大鶴義丹
1976年の長良川の洪水で困窮し、5歳の息子・弘樹が意識不明となっていた男性。トラック輸送で来ていた永吉に土下座し、聖人の大学進学の費用であった100万円を半年後に返す約束で借りたものの、その後ずっと音信不通となっていた。
洪水の半年後に過労で亡くなったことが2019年2月の永吉の弔問に訪れた弘樹の発言によって明らかになった。
小松原弘樹
演 - 大鶴義丹
小松原良助の息子。1976年の長良川の洪水で被災し意識不明となっていたが後に回復。父・良助の死後は親戚に引き取られて暮らしていた。
2019年2月時点では岐阜に住んでおり、息子が2人いる。永吉の葬儀へ弔問に訪れ、良助が洪水の半年後に過労で亡くなったこと、自分は回復して親戚に引き取られたこと、良助の遺品から借用書が最近見つかったために100万円を返しに来たことを語った。返済が遅くなったことを聖人に詫びたが、聖人は「来ていただいただけでオヤジは喜んどると思います」と答えて受け取らず、お互い笑顔となった。
山内惠介
演 - 本人
2019年2月、永吉の葬儀の弔問に訪れ、加山雄三の『君といつまでも』を遺影に向かいアカペラ歌唱する。
ラモス瑠偉
演 - 本人
2019年2月、永吉の葬儀の弔問に、サッカーボール持参で訪れる。

## スタッフ
- 作 - 根本ノンジ[4]
- 音楽 - 堤博明[19]
- 主題歌 - 「イルミネーション」B'z[22]（VERMILLION RECORDS）
- 語り - リリー・フランキー[19]
- 副音声解説 - 山崎健太郎
- 土曜版ナレーション - 高瀬耕造[19]
- 撮影協力[388] - 福岡県、福岡県糸島市、福岡フィルムコミッション、神戸フィルムオフィス、滋賀ロケーションオフィス、大手前大学、神戸市消防局、箕面市、姫路フィルムコミッション
- 映像提供 - 福岡ソフトバンクホークス
- 資料提供 - エイベックス、ユニバーサル ミュージック、PNP、日本栄養専門学校、気仙沼市、松丸奨、坂元美子、米光智恵、井上範之、加古さおり、冨樫博子、大野尚子、玉野まりこ、杉山真智子
- ブラスバンド演奏 - 大阪桐蔭高等学校吹奏楽部
- タイトルバック制作
  - タイトル映像 - 田向潤、鈴木麻雄
  - イラスト - サンレモ[25]
  - 振付 - TAKAHIRO[注 11]

- 栄養学考証 - 中村丁次
- 医事指導 - 矢木崇善、岡本幸大、古山将康、位田忍、羽生大記、西口幸雄
- 管理栄養士指導 - 近藤如子、藤原政嘉、篠木敬二、南野幸生
- 福岡ことば指導 - 坪内陽子[389][注 10]、坪内守[389][注 10]、藤吉みか、桂そうば
- 栃木ことば指導 - 猪瀬光博
- 神戸ことば指導 - 辻葉子[注 10]、中道裕子[注 10]、増井友紀子
- 大阪ことば指導 - 湯浅崇[注 10]、牛丸裕司
- 宮城ことば指導 - 遠藤かおり
- 岩手ことば指導 - 菊地伸枝
- 京都ことば指導 - 八田麻住[注 10]
- 岐阜ことば指導 - 尾畑美依奈
- ギャルことば指導 - Rumi
- 震災考証 - 室﨑益輝
- 災害医療考証 - 成田徳雄
- 料理指導 - 広里貴子
- 書道指導 - 津吾井香奈
- 農業指導 - 徳安出雲
- 理容指導 - 宮城丈二
- 警察指導 - 板東正敏[390]
- パラパラ指導 - Rumi
- 野球指導 - 山崎慎太郎、内田聖人
- 草木染指導 - 谷口芳國
- ダンス指導 - 佐藤美波
- マジック指導 - キタノ大地、魔ほうの愛華
- アクション指導 - 奥深山新
- 仏事指導 - 遠島光顕
- 陸上競技指導 - 竹澤健介
- 助産指導 - 前田利子
- 靴作り指導 - 片山喜市郎
- 看護師指導 - 鳥井美由季
- ヘアメイク（西条小百合） - 佐々木博美
- スタイリスト（アキピー） - 相澤樹

- 制作統括 - 宇佐川隆史[4]、真鍋斎[4]
- プロデューサー - 管原浩[4]、南野彩子
- 美術 - 西村薫、有本弘、すぎもとりな、瀨木文、南屋武広、大伴維則、青地美里
- 技術 - 増田徹、松崎隆志
- 音響効果 - 林恵太郎、武生壮史、吉田直矢
- 助監督 - 原田氷詩、山田陽介、畑元健太、小峰陸矢、工藤隆史、亀井優成、福﨑功真、佐藤玲衣、長澤康貴、竹原朋加、林祐香、増田愛海、野曽原明香
- 制作担当 - 原田潔、長堀孝子、岡本剛毅、中津琢、長岡しのぶ、扇谷愛理、高田寛之、森岡あゆみ、有川奈々絵、大塚麻由美、杉山遥人
- 編集 - 岡崎正亮、大庭弘之、田中美砂
- 記録 - 藤澤加奈子
- 音楽録音 - 三浦真友子、佐藤陽介
- 撮影 - 竹内北斗、源拓哉
- 照明 - 岡元昌弘、橋村祐哉
- 音声 - 渡辺暁雄、壇寛弥、稲垣雄二、大成友二、吉竹淳樹、安河内裕斗
- 映像技術 - 山下健、中井嵩人、櫻木圭、若嶋なな、前田惇徳、赤松伽南、原幸介、日野維乃
- カラーグレーディング - 中井嵩人、山下健、赤松伽南、若嶋なな、日野維乃、原幸介、村山裕美
- VFX - 佐久間正泰、空閑卓海、田邉亮哉、北昌規、大関聡
- 美術進行 - 鴫原広起、扇谷裕一朗、中澤明子、西口佳奈、津村政幸、澤幸樹、大塚良子
- 装置 - 内田健、山添敦景、田村竜一、堤正和、坂口大吾、奥村陵、大森克己、宮崎昭徳、中川和也、衣川紗生、蔦永洋
- 装飾 - 野崎次郎、穴田順也、横田浩之、長洲史雅、三村つかさ、安平陽菜、石井千尋、三好勇作、和田紗千代
- 衣装 - 早藤博、辻本万実、有吉麻美、菊池奈由佳、近藤碧、長野楓華、平山健志
- メイク - 西口富美子、臼井いちこ
- 演出[391] - 野田雄介、松木健祐、小野見知、盆子原誠、大野陽平、原田氷詩、工藤隆史
- 制作・著作 - NHK大阪

## オープニング
タイトルバックは、TAKAHIROの振付で、イラストはサンレモが担当し制作された。

## エンディング
視聴者から、幸せを感じたり、力が湧いたりするものすべてを対象にした「あなたの栄養をチャージ」している写真やイラストを公募し、「“栄養”チャージ中!」と題して紹介する。

## 放送日程
| 週                                                                        | 回                  | 放送日              | サブタイトル                 | 演出                | 週平均視聴率        |
| 2024年                                                                    | 2024年              | 2024年              | 2024年                       | 2024年              | 2024年              |
| 第1部：福岡・糸島編                                                       | 第1部：福岡・糸島編 | 第1部：福岡・糸島編 | 第1部：福岡・糸島編          | 第1部：福岡・糸島編 | 第1部：福岡・糸島編 |
| ------------------------------------------------------------------------- | ------------------- | ------------------- | ---------------------------- | ------------------- | ------------------- |
| 1                                                                         | 01 - 05             | 9月30日 - 10月04日  | おむすびとギャル             | 野田雄介            | 16.1%               |
| 2                                                                         | 06 - 010            | 10月07日 - 10月11日 | ギャルって何なん？           | 松木健祐            | 14.7%               |
| 3                                                                         | 011 - 015           | 10月14日 - 10月18日 | 夢って何なん？               | 野田雄介            | 13.5%               |
| 4                                                                         | 016 - 020           | 10月21日 - 10月25日 | うちとお姉ちゃん             | 小野見知            | 12.9%               |
| 5                                                                         | 021 - 025           | 10月28日 - 11月01日 | あの日のこと                 | 松木健祐            | 14.2%               |
| 6                                                                         | 026 - 030           | 11月04日 - 11月08日 | うち、ギャル、やめるけん     | 小野見知            | 13.6%               |
| 7                                                                         | 031 - 035           | 11月11日 - 11月15日 | おむすび、恋をする           | 野田雄介            | 13.9%               |
| 第2部：2007年 再びの神戸編                                                |                     |                     |                              |                     |                     |
| 8                                                                         | 036 - 040           | 11月18日 - 11月22日 | さよなら糸島 ただいま神戸    | 盆子原誠            | 14.1%               |
| 9                                                                         | 041 - 045           | 11月25日 - 11月29日 | 支えるって何なん？           | 大野陽平            | 13.3%               |
| 10                                                                        | 046 - 050           | 12月02日 - 12月06日 | 人それぞれでよか             | 小野見知            | 13.2%               |
| 11                                                                        | 051 - 055           | 12月09日 - 12月13日 | 就職って何なん？             | 大野陽平            | 13.4%               |
| 第3部：社会人編                                                           |                     |                     |                              |                     |                     |
| 12                                                                        | 056 - 060           | 12月16日 - 12月20日 | 働くって何なん？             | 盆子原誠            | 13.1%               |
| 13                                                                        | 061 - 065           | 12月23日 - 12月27日 | 幸せって何なん？             | 野田雄介            | 12.7%               |
| 年末年始の休止期間（2024年12月30日 - 2025年1月3日）                       |                     |                     |                              |                     |                     |
| 2025年                                                                    |                     |                     |                              |                     |                     |
| 14                                                                        | 066 - 070           | 1月06日 - 01月10日  | 結婚って何なん？             | 原田氷詩            | 12.9%               |
| 15                                                                        | 071 - 075           | 1月13日 - 01月17日  | これがうちの生きる道         | 工藤隆史            | 12.5%               |
| 16                                                                        | 076 - 080           | 1月20日 - 01月24日  | 笑え、ギャルズ               | 松木健祐            | 12.8%               |
| 17                                                                        | 081 - 085           | 1月27日 - 01月31日  | Restart                      | 盆子原誠            | 12.6%               |
| 第4部〈最終章〉：平成から令和へ 病院・管理栄養士編                        |                     |                     |                              |                     |                     |
| 18                                                                        | 086 - 090           | 2月03日 - 02月07日  | おむすび、管理栄養士になる   | 野田雄介            | 12.6%               |
| 19                                                                        | 091 - 095           | 2月10日 - 02月14日  | 母親って何なん？             | 原田氷詩            | 12.4%               |
| 20                                                                        | 096 - 100           | 2月17日 - 02月21日  | 生きるって何なん？           | 松木健祐            | 12.3%               |
| 21                                                                        | 101 - 105           | 2月24日 - 02月28日  | 米田家の呪い                 | 野田雄介            | 12.0%               |
| 22                                                                        | 106 - 110           | 3月03日 - 03月07日  | 理想と現実って何なん?        | 大野陽平            | 12.3%               |
| 23                                                                        | 111 - 115           | 3月10日 - 03月14日  | 離れとってもつながっとうけん | 原田氷詩            | 12.1%               |
| 24                                                                        | 116 - 120           | 3月17日 - 03月21日  | 家族って何なん？             | 小野見知            | 11.9%               |
| 25〈終〉                                                                  | 121 - 125           | 3月24日 - 03月28日  | おむすび、みんなを結ぶ       | 野田雄介 小野見知   | 12.5%               |
| 期間平均視聴率：13.1%（ビデオリサーチ調べ、関東地区・世帯・リアルタイム） |                     |                     |                              |                     |                     |

### キャッチアップ放送
- 2024年10月12日（11日深夜、総合）1時5分 - 3時35分に「ミッドナイトチャンネル・週末イッキ見ゾーン」にて第1 - 2週（10回）を再放送[425]。

### 総集編
前編は年末に、GWには前編再放送とともに後編が放送された。
- 前編：2024年12月29日（総合・BSプレミアム4K）
  - 2025年5月5日 13時35分 - 15時（総合） / 5月5日 22時30分 - 23時55分（BSプレミアム4K）
- 後編：2025年5月5日 15時5分 - 16時30分（総合） / 5月6日 22時30分 - 23時55分（BSプレミアム4K）

## 視聴率
初回視聴率は前作『虎に翼』を0.4%上回る、16.8%であった（ビデオリサーチ調べ、関東地区・世帯。以下略）。
放送期間平均視聴率は13.1%で、これまでの歴代最低視聴率『ウェルかめ』（2009年下半期）の13.5%を下回った。
最高視聴率は第1回の16.8%であった。

## 作品の評価
コラムニストの桧山珠美は、安藤千代子や堀内正美といった阪神・淡路大震災を語り継ぐ活動を続けている俳優陣を起用したことに、大きな意味があると評した。実際、「2007年 再びの神戸編」は、従来の朝ドラ以上に意図的に地元（兵庫県）出身者を多数揃えたことを、宇佐川隆史制作統括は明らかにしている。
コラムニストの堀井憲一郎は、結という主人公について、頭の中で思い描いた理想や夢を追うのでなく、身体を先に動かして現場現場で対応し人生を切り拓いていった人物だと分析した。また、直近の現代もの朝ドラ（『おかえりモネ』『カムカムエヴリバディ』『ちむどんどん』『舞いあがれ!』）と異なり、近未来でなく放送時点の現在で幕を閉じたことを、作品の特徴として挙げた。
次世代メディア研究所代表の鈴木祐司は視聴率が大きく下落した要因について、本作の描く物語が主人公の「自分探し」に終始しているからではないかと指摘し、ストーリーの中には序盤から違和感のある展開がいくつもあり、突っ込みどころが数多く存在したと批判的に分析している。

## 関連番組
- 第75回NHK紅白歌合戦（2024年12月31日）
  - B’zが、主題歌の「イルミネーション」など3曲を歌唱し、司会の橋本環奈とサプライズゲストとして米田家の演者が出演した[433]。

## 関連商品
ドラマガイド（NHK出版、作・根本ノンジ、NHKドラマ制作班 監修、NHK出版 編）
- 連続テレビ小説 おむすび Part1（2024年9月25日、ISBN 978-4-14-923610-0）
- 連続テレビ小説 おむすび Part2（2025年1月29日、ISBN 978-4-14-923611-7）

ノベライズ（NHK出版、作・根本ノンジ / ノベライズ・青木邦子）
- NHK連続テレビ小説 おむすび 上（2024年9月25日、ISBN 978-4-14-005745-2）
- NHK連続テレビ小説 おむすび 下（2025年3月5日、ISBN 978-4-14-005746-9）

NHK出版オリジナル楽譜シリーズ（作詞 稲葉浩志・作曲 松本孝弘）
- 連続テレビ小説 おむすび 「イルミネーション」（2024年10月17日、ISBN 978-4-14-055448-7）

ブルーレイ、DVD
- 連続テレビ小説 おむすび 完全版 BOX1
- 連続テレビ小説 おむすび 完全版 BOX2
- 連続テレビ小説 おむすび 完全版 BOX3

連続テレビ小説「おむすび」オリジナル・サウンドトラック（ソニー・ミュージックジャパンインターナショナル、音楽・堤博明）